# Compagnie des mines de Nœux
La Compagnie des mines de Nœux est une compagnie minière dépendant de la Compagnie des mines de Vicoigne qui exploitait la houille dans le Bassin minier du Nord-Pas-de-Calais, grâce à des puits établis à Nœux-les-Mines, Hersin-Coupigny, Barlin, Labourse, Verquin, et dans une moindre mesure, Bouvigny-Boyeffles, Fouquières-lès-Béthune et Béthune. Des puits ont même été tentés sans succès à Ruitz et à Houchain.
La première fosse commence à produire en 1852. D'une construction moderne, elle permet à la Compagnie de se développer assez rapidement, et d'ouvrir huit fosses en cinquante ans. Les fosses qui ont suivi étant placées dans les parties nord et sud de la concession n'ont pas connu un tel succès mais ont toutefois servi à l'aérage des travaux des autres fosses.
Après la Seconde Guerre mondiale, la Compagnie des mines de Nœux est nationalisée en 1946 et fait dès lors partie, avec la Compagnie des mines de Béthune, du Groupe de Béthune. Un siège de concentration moderne, la fosse no 13 - 13 bis, est alors construit à Sains-en-Gohelle et reprend peu à peu l'exploitation des gisements des autres fosses. L'extraction sur la concession dans le Groupe finit en 1972, avec la fermeture de la fosse no 13 - 13 bis. Le dernier puits remblayé de l'ancienne Compagnie de Nœux est le 7 bis, en 1979, après avoir assuré l'aérage pour le siège de concentration no 6 du Groupe de Bruay.
Des fosses il ne subsiste que quelques bâtiments disséminés sur les anciens carreaux, aucun chevalement n'a été sauvegardé. La majorité des terrils a été exploité, toutefois, un des terrils de la fosse no 3 - 3 bis a été reconverti en piste de ski synthétique. Le chevalement du puits no 13 a été démonté puis réinstallé à la fosse no 9 de l'Escarpelle où il a été préservé après la fermeture de la fosse en 1990.

## Historique

### Avant 1880

#### Première Idée de recherches en 1845 au-delà de Douai
La Compagnie des mines de Vicoigne possède la concession des mines de Vicoigne, près de Valenciennes, qui lui a été accordée par ordonnance royale du 12 septembre 1841. Cette concession ne renferme que des houilles maigres, anthraciteuses, dont l'exploitation, quoique conduite avec beaucoup d'intelligence, ne peut prendre un développement de quelqu'importance et ne donner que des résultats assez médiocres.
M. de Bracquemont est directeur de la Compagnie de Vicoigne depuis un an à peine, lorsque dans un rapport adressé au conseil d'administration de cette Compagnie en 1845, il explique les considérations rappelées ci-dessus, et émet l'opinion que le bassin houiller du Nord ne s'arrête point à Douai, comme on paraît le croire à cette époque. Il propose en conséquence au dit conseil, d'exécuter des recherches pour déterminer ce prolongement de bassin houiller.
Cette proposition n'a pas eu de suite d'abord, mais dans sa séance du 6 avril 1846, le conseil d'administration de Vicoigne se pose de nouveau la question de savoir si ce n'est pas le cas de procéder aux recherches conseillées par son Ingénieur. La solution de cette question a alors été ajournée. Elle n'est reprise que plus tard, sur un nouveau rapport de M. de Bracquemont, du 9 août 1850, à la suite duquel la Compagnie de Vicoigne entreprend une série de sondages qui ont donné lieu à l'institution de la concession de Nœux,.

#### État des recherches en 1850
Voici quel est, d'après ce dernier rapport, la situation en août 1850, des recherches entreprises au-delà de Douai, et les conséquences qu'en déduit M. de Bracquemont :
«  De Douai à Lens, tout le terrain est exploré et sera partagé en trois concessions entre les Compagnies de la Scarpe, Douchy, Mulot. Une quatrième Compagnie ayant à sa tête Messieurs Casteleyn, Serive et Tilloy, de Lille, a exécuté à Annay, près de Lens, un forage abandonné après un accident, sans avoir atteint le charbon, et se propose d'entreprendre d'autres travaux, après plus d'un an d'inactivité.

Au mois de juillet, la coupe la plus occidentale perpendiculaire à la direction du terrain houiller a été faite du nord au midi à la hauteur d'Hénin-Liétard. Deux forages exécutés sur la route de Douai à Lens, l'un par la Compagnie de Douchy, l'autre par la Compagnie Mulot, avaient constaté de la houille tout à fait grasse.
À Dourges, 2 000 mètres plus au nord, le charbon trois quarts gras a été constaté par un forage de la Compagnie Mulot. À Courrières, 1 000 mètres environ au nord de Dourges, la Compagnie de Douchy a rencontré de la houille sèche comme celle d'Aniche. À Harponlieu, 1 000 mètres encore plus au nord, le sondage Mulot a rencontré de la houille maigre, mais moins cependant que celle de Vicoigne. À Oignies, dans le parc de Mme De Clercq, du charbon tout à fait maigre a été rencontré.
La Compagnie de Douchy exécute encore deux forages au midi d'Hénin-Liétard qui ne sont pas encore arrivés au terrain houiller, et qui ont pour objet de reconnaître exactement la limite du bassin. L'un est situé à Beaumont, l'autre en un point intermédiaire entre Beaumont et Hénin-Liétard. » De sorte que la coupe de Beaumont à Oignies qui comprend toutes les qualités de houille donne approximativement pour la largeur du bassin 8 500 mètres.

Des qualités de charbon identiques ont été constatées à l'Est d'Hénin-Liétard par la Compagnie de la Scarpe. Le sondage de Dorignies près de Douai a constaté du charbon complètement gras. Le charbon de la fosse l'Escarpelle est semblable à celui de Courrières, ainsi que celui du Sondage d'Évin. La direction des veines de charbon sec est donnée approximativement par les deux fosses no 1 de l'Escarpelle, no 1 de Courrières, et le forage d'Évin. C'est donc de Lens à Béthune et au-delà que vous devez porter vos travaux d'exploration. Tout porte à croire que des travaux de recherches pratiqués du nord au midi constateront successivement les différentes qualités de houille.  »
La Compagnie de Vicoigne se décide alors à entreprendre des recherches dans le Pas-de-Calais, et à établir un premier soudage à Loos, à l'ouest de Lens. Mais avant de rendre compte de ces recherches, il y a lieu de rappeler ce qu'est alors la Compagnie de Vicoigne.

#### Origine de la Compagnie de Vicoigne
Lors de la fièvre de recherches de houille en 1837, deux Sociétés dites de l'Escaut et de Cambrai se sont formées à Cambrai pour explorer diverses localités du Nord et du Pas-de-Calais.
Dès le commencement de 1838, elles installent plusieurs sondages à Vicoigne, hameau de Raismes, près de la limite septentrionale de la concession d'Anzin, et y découvrent la houille. Elles ouvrent immédiatement des fosses et demandent une concession. À côté d'elles, et en concurrence, viennent s'établir deux Compagnies, celles d'Hasnon et de Bruille, qui ont déjà exécuté de nombreuses recherches sur d'autres points, et dont la dernière, possède déjà deux concessions, Bruille et Château-l'Abbaye, octroyées en 1832 et 1836, et où elles ont dépensé des sommes importantes sans résultats. Une cinquième Société, dite de Vervins, vient aussi s'établir à Vicoigne.
Toutes ces Sociétés se disputent le terrain peu étendu à concéder, et l'administration est fort embarrassée pour démêler les titres de chacune d'elles et y donner satisfaction. Elle invite les quatre Sociétés de l'Escaut, Cambrai, Hasnon et Bruille à se mettre d'accord pour constituer entre elles une Compagnie d'exploitation, à laquelle a été accordée, par ordonnance royale du 12 septembre 1841, une concession de 1 320 hectares. À cette date il existe déjà à Vicoigne, quatre fosses en activité, numérotées de 1 à 4.
Leur production qui n'est en 1841, que de 11 826 tonnes, s'élève à 42 754 tonnes en 1842. Cette faible quantité suffit cependant pour faire baisser le prix de la houille maigre, à 75 centimes l'hectolitre comble, c'est-à-dire 6,25 francs la tonne. La Compagnie d'Anzin qui fournit seule cette sorte de houille a adopté ce dernier prix pensant que l'exploitation de Vicoigne ne pourrait résister longtemps à vendre de la houille à ce taux. Mais le contraire a eu lieu : Anzin perd de l'argent, tandis que Vicoigne en gagne, peu à la vérité. Cette situation ne peut pas durer, et il y est mis fin par l'achat, fait en 1843, par la Compagnie d'Anzin, des propriétés de la Compagnie d'Hasnon, concession de ce nom et des intérêts qu'elle a dans Vicoigne.
Une convention intervient entre la Compagnie d'Anzin et la Compagnie de Vicoigne, par laquelle la première de ces Compagnies reste seule chargée, pendant 99 ans, de la vente des houilles maigres produites par les exploitations de Fresnes, Vieux-Condé et Vicoigne, et fixe la part pour laquelle chacune d'elles entrerait dans le chiffre de la vente, soit Vicoigne pour un tiers, Fresnes et Vieux-Condé pour deux tiers.
On dit que la convention ci-dessus vient d'être résiliée d'un commun accord, et qu'à partir du 1er janvier 1880, chacune des Compagnies d'Anzin et de Vicoigne, restera chargée de la vente des produits de ses exploitations, aux prix et conditions qu'elle jugera le plus convenable à ses intérêts. À la suite de la conclusion de ce traité, les prix des charbons maigres se relèvent, et leur prix n'est plus que de 10 % au-dessous du prix des charbons gras.
La Compagnie de Vicoigne, qui exploite un gisement riche, régulier, dont les travaux sont neufs, exempts de charges, produit de la houille à bas prix, et réalise des bénéfices relativement importants, avec une extraction annuelle qui ne dépasse cependant pas 60 000 à 70 000 tonnes jusqu'en 1852. Ce sont ces bénéfices qui ont servi à faire face aux dépenses des premiers travaux de la Compagnie dans le Pas-de-Calais.
Après le rachat de la Compagnie d'Anzin des intérêts de la Compagnie d'Hasnon, après l'entente pour la vente des charbons en 1843, les quatre Sociétés propriétaires de la concession de Vicoigne arrêtent les statuts de la Compagnie d'exploitation. dont voici l'analyse :

#### Statuts
Le 30 novembre 1843, par devant Maître Dubois, notaire à Valenciennes, sont comparus Messieurs Ewbanck, Dubois et Dubois, agissant aux termes des pouvoirs qui leur ont été conférés par les actionnaires de la Société dite de Bruille ; MM. Béry, Boitelle et Soyer, agissant aux termes des pouvoirs qui leur ont été conférés par les actionnaires de la Société dite de Cambrai ; MM. Farez, Lobry et Casteleyn, agissant aux termes des pouvoirs qui leur ont été conférés par les actionnaires de la Société dite de l'Escaut. MM. Lebret et Dupont, agissant en leur qualité de représentants des administrateurs de la Compagnie d'Hasnon ; Lesquels ont dit :
Aux termes d'une ordonnance royale, en date du 12 septembre 1841, une concession de Mines de houille a été accordée sous le nom de concession de Vicoigne, aux représentants des quatre Compagnies réunies. dites de Bruille, de Campai, de l'Escaut et d'Hasnon.
Voulant remplir la mission qui leur a été conférée, les comparants ont arrêté les clauses et conditions suivantes, qui devront régir la Société déjà existante de fait entre les quatre Compagnies, par suite de l'ordonnance précitée. La Société prend la dénomination de Compagnie des mines de Vicoigne. Elle est constituée à compter du 1er octobre 1841. Elle durera jusqu'à l'épuisement des terrains à exploiter. L'apport social est fixé à 2 400 000 francs. Il pourra être porté à quatre millions. Il sera représenté par 4 000 actions. Le capital de 2 400 000 francs sera fourni dans le délai de trois mois par les quatre Compagnies, par portions égales. Les 4 000 actions seront attribuées par quart à chacune des quatre Compagnies, dites de Bruille, de Cambrai, de l'Escaut et d'Hasnon, Chacune de ces actions restera soumise à un versement de 400 francs. Les actions seront nominatives. Elles seront soumises au droit de retrait. Elles ne pourront être transportées que par acte sous seing privé ou notarié, dont un double devra être remis au conseil d'administration.
L'assemblée générale se réunit chaque année à Valenciennes, le dernier lundi d'octobre. Pour y être admis il faut être propriétaire de cinq actions donnant droit à une voix. L'assemblée générale entend les comptes annuels du conseil d'administration et les rapports du comité de surveillance. La Société sera gérée par un conseil d'administration composé de huit membres. Ils sont nommés en nombre égal par chacune des quatre Sociétés de Bruille, Cambrai, l'Escaut et Hasnon, dans la forme propre à chaque Société et conformément à ses statuts ou à sa constitution particulière.
Les Compagnies de Bruille, de Cambrai et de l'Escaut, arrêtent ainsi le mode de nomination des membres du Conseil qu'elles ont à désigner.
Pour la première fois, cette nomination sera faite par l'assemblée générale de chacune des dites trois Sociétés. Par la même délibération, chacune des Sociétés susdites nommera dans son sein, un comité électoral composé de huit actionnaires élus à vie, lesquels conjointement avec l'administrateur restant de la même Société, seront chargés de choisir un administrateur toutes les fois qu'il y aura lieu. En cas de décès d'un électeur, il sera procédé immédiatement à son remplacement par les électeurs restants. Nul ne pourra être administrateur s'il n'a la pleine propriété d'au moins dix actions. Les membres du conseil d'administration seront renouvelés par huitième chaque année. Tout membre sortant pourra toujours être réélu. Les pouvoirs du Conseil sont très étendus. Les fonctions d'administrateurs seront gratuites. Ils recevront seulement un jeton de présence de vingt francs et une indemnité de vingt francs lorsqu'ils demeureront à plus de douze kilomètres de Vicoigne.
Un comité de surveillance de quatre membres, nommé, remplacé et renouvelé de la même manière que le conseil d'administration vérifiera et arrêtera les comptes et en fera rapport à l'assemblée générale. Les écritures seront arrêtées et l'inventaire dressé par les soins de l'administration le 31 juillet de chaque année. L'administration fixera le chiffre des dividendes. Il sera créé un fonds de réserve de 400 000 francs.
Chacune des quatre Sociétés de Bruille, de l'Escaut, de Cambrai et d'Hasnon, cette dernière remplacée par la Compagnie d'Anzin, reçoit 1 000 actions. L'appel de 600 francs fait sur chaque action est acquitté soit en espèces, soit en travaux exécutés, matériel, outillage, etc. Ainsi Hasnon, qui n'a exécuté que des travaux de sondages a dû apporter un capital espèces important, tandis que la Compagnie de l'Escaut qui apporte dans la Société nouvelle deux fosses en exploitation et un outillage complet d'une valeur supérieure à 600 000 francs, reçoit au contraire un appoint en espèces. Quant aux Compagnies de Bruille et de Cambrai, leur apport consiste en une fosse et en un complément d'argent.

#### Exécution de sept sondages d'exploration
La première recherche de la Compagnie de Vicoigne, a eu lieu à Loos, à l'ouest de Lens, où elle a ouvert un sondage le 5 juillet 1850. Poussé avec vigueur, il atteint le terrain houiller à 133,18 mètres dans les premiers jours de septembre, et le 23 du même mois à 139,63 mètres, une couche de houille grasse de 50 centimètres d'épaisseur, inclinée à 23,5°, contenant 32 % de matières volatiles, et qui a été officiellement constatée par M. Dusouich.
La Compagnie porte ensuite ses explorations à sept kilomètres à l'ouest de Loos, le long de la route d'Arras à Béthune et ouvre en octobre 1850 trois sondages. Le premier à Nœux, no 196, atteint le terrain houiller à 144,17 mètres et traverse deux couches de houille : une de 27 centimètres à 145,92 mètres, l'autre de 61 centimètres à 149,62 mètres, contenant 19 % de matières volatiles. Le deuxième à Sains-en-Gohelle no 197 rencontre le terrain houiller à 145,96 mètres, une première couche de houille de 44 centimètres à 164,44 mètres, et une seconde de 53 centimètres à 169,69 mètres, renfermant 33 % de matières volatiles.
Le troisième au Faubourg de Béthune atteint le terrain houiller à 178,45 mètres, traverse une première couche de 35 centimètres à 178,50 mètres, une deuxième de 84 centimètres à 224,25 mètres, avec inclinaison de 35°, charbon maigre à 9 % de matières volatiles.
Un quatrième sondage est commencé les premiers jours de janvier 1851 à Hersin, no 199, à 1 000 mètres environ plus au sud que celui de Sains. Il rencontre le terrain houiller à 139,50 mètres et une couche de houille de 42 centimètres à 154,50 mètres. L'inclinaison est de 21° et le charbon contient 36 % de matières volatiles. Enfin deux autres sondages, demandés par M. Dusouich, pour déterminer la limite au Nord du bassin houiller, ont été exécutés en 1851. L'un à Annequin, rencontre le terrain houiller à 154,45 mètres et une veinule de houille de 35 centimètres à 168,40 mètres, 13 % de matières volatiles ; l'autre à Douvrin, dans le voisinage d'Hesdigneul, atteint le terrain houiller à 177,01 mètres, puis une veinule irrégulière de 45 centimètres de charbon de même nature que celui traversé à Annequin.
Ces sept sondages ont exploré de la manière la plus complète la tranche du bassin houiller que la Compagnie de Vicoigne demande en concession. Ils ont été poussés avec une grande activité, ont tous fourni des résultats positifs, et témoignent d'une direction aussi sagace qu'intelligente, imprimée par M. de Bracquemont.

#### Première fosse de Nœux
Il s'agit désormais d'arriver à une prompte mise en valeur des richesses découvertes. Une première fosse est ouverte à Nœux, no 1, le 1er avril 1851. Le niveau y est passé sans difficultés, et le 15 février 1852, elle atteint le terrain houiller à 158,88 mètres, et deux mois après, le charbon. Une année a suffi pour créer un siège d'exploitation qui entre immédiatement en production.
M. de Bracquemont applique le premier à la fosse de Nœux les grandes installations qui ont ensuite été imitées dans toutes les fosses ouvertes à partir de ce moment dans le Nord et le Pas-de-Calais : diamètre de puits de quatre mètres au lieu de trois mètres employé jusqu'alors, machine de fonçage de quinze à vingt chevaux, machine d'épuisement à traction directe pour passer les niveaux, machine d'extraction à deux cylindres, sans engrenages, ventilateurs, cages, etc. moyens nouveaux alors, et qui ont conduit aux puissantes extractions réalisées depuis.
La fosse de Nœux produit pendant l'exercice 1852-53 346 661 hectolitres et 537 050 hectolitre pendant l'exercice 1853-54. Elle a été, après la fosse de Courrières dont l'exploitation de charbon maigre est toujours restée très limitée, la première fosse du nouveau bassin qui donne des houilles grasses et en quantités importantes.

#### Suite des Travaux
La première fosse de Nœux a obtenu un succès complet. Aussi le 1er juin 1854, la Compagnie ouvre une deuxième fosse à Hersin (no 2), au sud de la première et sur des couches plus grasses. Son creusement a été facile et elle produit déjà 37 269 hectolitres dans l'exercice 1855-56. Les deux fosses produisent en 1856-57 835 819 hectolitres et 1 160 135 hectolitres en 1857-58.
L'écoulement de ces quantités déjà importantes se fait en très grande partie dans la localité, et le reste est conduit par voitures au canal à Béthune. Aussi la Compagnie se met en mesure de construire un embranchement reliant ses deux fosses à la gare de Nœux de la ligne des houillères qui entre en exploitation en octobre 1861. En même temps ses charbons sont expédiés par cette ligne à la gare de Béthune, où ils sont repris sur tombereaux pour être embarqués. L'année suivante, en novembre 1862, l'embranchement se prolonge jusqu'à Beuvry, à l'extrémité d'un bout de canal de trois kilomètres, creusé par la Compagnie. Ces nouvelles voies procurent de nouveaux débouchés, et l'extraction de l'exercice 1862-1863 monte à près de 1 600 000 hectolitres.
Aussi on décide l'ouverture d'une troisième fosse près de la gare de Nœux (no 3). Elle est commencée en 1863, et entre en exploitation en 1866. On lui donne un diamètre de 4,60 mètres, afin de pouvoir y monter au besoin des pompes d'épuisement. Elle est placée sur les houilles sèches à 13 à 14 % de matières volatiles. Une quatrième fosse (no 4) est ouverte en 1866, au sud, sur le faisceau des houilles gazeuses, tenant 40 % de matières volatiles.
Elle entre en exploitation en 1868, et contribue à augmenter le chiffre de la production qui atteint 2 394 595 hectolitres dans l'exercice 1868-69 et 2 918 174 hectolitres dans l'exercice 1869-70. Avec ses quatre fosses, Nœux fournit 280 000 tonnes en 1871, 380 000 tonnes en 1872 et 437 000 tonnes en 1873.
Dans le courant de cette dernière année, on installe un nouveau siège d'exploitation à Barlin, le 5 - 5 bis. Il se compose de deux puits de grande section, munis des appareils les plus complets, qui ont commencé à produire en 1875. En 1880, Nœux possède cinq sièges d'extraction, tous productifs, qui ont fourni en 1878 486 000 tonnes de houille, et peuvent potentiellement donner 600 000 tonnes.

#### Concession
À la suite des explorations bien conçues et conduites par M. de Bracquemont et des découvertes remarquables qu'elles ont réalisées, la Compagnie de Vicoigne obtient par décret du 15 janvier 1853 une concession de 6 528 hectares. Après l'apparition de ce décret, et dès 1854, la Compagnie de Vicoigne présumant que le terrain houiller s'étend au sud de son périmètre, exécute trois nouveaux sondages nos 325, 326 et 327, en vue d'obtenir une extension de concession. Cette extension lui est accordée par décret du 30 décembre 1857, elle comprend 1 451 hectares, portant la superficie totale à 7 979 hectares.
La Compagnie de Vicoigne possède en outre dans le bassin du Nord la concession de Vicoigne, instituée par ordonnance du roi du 12 septembre 1841, en faveur des quatre Sociétés réunies, de l'Escaut, de Cambrai, de Bruille et d'Hasnon, d'une superficie de 1 320 hectares, la concession de Bruille accordée le 6 octobre 1832, de 403 hectares, la concession de Château-l'Abbaye instituée le 17 août 1836, de 916 hectares, ces deux dernières ayant été acquises par la Compagnie de Bruille, soit 2 639 hectares. L'ensemble des concessions de la Compagnie de Vicoigne, avec celle de Nœux est de 10 618 hectares.
Les Compagnies de Vicoigne, de Lens et Dourges, ont eu le projet d'une association ayant pour objet la réunion des trois concessions qu'elles sollicitent, et la création d'une vaste entreprise s'étendant sur une superficie de 18 000 hectares. Elles adressent à cet effet en 1852 une demande au Gouvernement, qui la soumet aux enquêtes et à l'affichage pendant quatre mois dans les nombreuses communes intéressées. Il s'est produit beaucoup d'oppositions à ce projet de réunion des concessions, et comme le gouvernement a à s'occuper en ce moment même de réclamations analogues qui se sont produites à l'occasion de la fusion des houillères de la Loire, la demande des Compagnies de Vicoigne, de Lens et de Dourges a été rejetée.

#### Production
Le tableau suivant est extrait de la notice de M. Agniel, publiée à l'occasion de l'exposition de 1878.
| Années     | Vicoigne  | Nœux    | Ensemble  | Années | Vicoigne  | Nœux      | Ensemble  |
| ---------- | --------- | ------- | --------- | ------ | --------- | --------- | --------- |
| 1841       | 11 826    |         | 11 826    | Report | 1 489 237 | 572 329   | 2 061 566 |
| 1842       | 42 754    |         | 42 754    | 1861   | 105 661   | 86 246    | 191 907   |
| 1843       | 46 265    |         | 46 265    | 1862   | 101 764   | 116 078   | 217 842   |
| 1844       | 68 110    |         | 68 110    | 1863   | 100 970   | 149 673   | 250 643   |
| 1845       | 63 265    |         | 63 265    | 1864   | 97 326    | 155 542   | 252 868   |
| 1846       | 40 900    |         | 40 900    | 1865   | 108 797   | 167 043   | 275 840   |
| 1847       | 71 978    |         | 71 978    | 1866   | 112 285   | 192 888   | 305 173   |
| 1848       | 62 077    |         | 62 077    | 1867   | 107 074   | 179 703   | 286 777   |
| 1849       | 61 645    |         | 61 645    | 1868   | 108 433   | 205 555   | 313 988   |
| 1850       | 63 377    |         | 63 377    | 1869   | 110 545   | 248 528   | 358 898   |
| 1851       | 63 130    |         | 63 130    | 1870   | 112 090   | 236 955   | 349 045   |
| 1852       | 65 673    | 9 128   | 74 801    | 1871   | 114 072   | 280 920   | 394 992   |
| 1853       | 79 148    | 31 148  | 110 296   | 1872   | 138 611   | 383 221   | 521 832   |
| 1854       | 93 966    | 44 393  | 138 359   | 1873   | 139 971   | 437 125   | 577 096   |
| 1855       | 116 676   | 55 723  | 172 399   | 1874   | 138 634   | 418 409   | 557 043   |
| 1856       | 115 248   | 65 276  | 180 521   | 1875   | 134 862   | 427 924   | 562 786   |
| 1857       | 110 796   | 93 348  | 204 144   | 1876   | 124 389   | 444 880   | 569 269   |
| 1858       | 112 510   | 102 327 | 214 837   | 1877   | 121 216   | 439 250   | 560 466   |
| 1859       | 95 426    | 85 641  | 181 067   | 1878   | 116 353   | 486 312   | 602 665   |
| 1860       | 104 467   | 85 345  | 189 812   |        |           |           |           |
| À reporter | 1 489 237 | 572 329 | 2 061 566 | Totaux | 3 582 290 | 5 628 581 | 9 210 871 |

La première fosse de Nœux entre en exploitation en 1852 et produit cette année 9 128 tonnes. Son extraction s'élève graduellement et atteint 55 733 tonnes en 1855. En 1856, on met en exploitation la fosse no 2, et la production s'élève à 65 276 tonnes. Elle reste comprise entre 85 000 et 167 000 tonnes, jusqu'en 1865, année dans laquelle entre en exploitation la fosse no 3. Elle est de 205 555 tonnes en 1868. Une quatrième fosse est mise en extraction en 1868. La production monte à 248 353 tonnes, puis successivement à 280 920 tonnes en 1871, 383 221 tonnes en 1872 et de 418 000 à 444 000 tonnes pendant les années 1873 à 1877. Une cinquième fosse est venue apporter son contingent à la production, qui atteint en 1878 le chiffre considérable de 486 312 tonnes.
En résumé les Mines de Nœux seules ont produit 572 329 tonnes de 1852 à 1860, 1 738 036 tonnes de 1861 à 1870 et 3 318 041 tonnes de 1871 à 1878, soit un ensemble de 5 628 406 tonnes sur la période.

#### Gisement
Les quatre premières fosses de Nœux ont été placées sur une ligne sensiblement perpendiculaire à la direction des couches. Elles ont exploré horizontalement une largeur de 5 500 mètres de terrain houiller, dans laquelle 37 couches exploitables ont été découvertes. Ces couches représentent des qualités de houille très diverses ; elles tiennent depuis 18 jusqu'à 40 % de matières volatiles. Leur épaisseur varie de 40 centimètres à un mètre, elle est en totalité de 23,70 mètres soit en moyenne de 64 centimètres,.
M. Agniel, dans la notice qu'il a publiée à l'occasion de l'exposition de 1878, porte à 39 le nombre des couches connues à Nœux, et leur épaisseur totale à 25,06 mètres, à savoir :
- houille demi-grasse, cinq couches, trois mètres d'épaisseur, 15,80 % de matières volatiles,
- houille grasse à courteflamme, quinze couches, neuf mètres d'épaisseur, 24,20 % de matières volatiles,
- houille grasse maréchale, treize couches, 8,26 mètres d'épaisseur, 28,66 % de matières volatiles,
- houille sèche à longue flamme, six couches, 4,80 mètres d'épaisseur, 35,92 % de matières volatiles[C 15].

Ainsi, à Nœux, on a reconnu la formation houillère sur une épaisseur, normale aux strates, de 951,87 mètres. On y a découvert 48 couches de houille de 42 centimètres à 1,83 mètre, formant ensemble un massif de charbon de 36,25 mètres. L'épaisseur moyenne des couches est donc de 75 centimètres. Ces chiffres diffèrent de ceux donnés par M. Agniel dans sa notice de l'exposition, soit qu'il ait été fait de nouvelles découvertes ou un nouveau classement des couches depuis la publication de cette notice, soit que M. Agniel n'ait compté que les couches réellement exploitables fructueusement.
Quoi qu'il en soit, il résulte des tableaux ci-contre qu'à Nœux il existe une couche de houille de 75 centimètres de puissance par chaque vingt mètres d'épaisseur de terrain houiller soit un massif de houille de 3,80 mètres d'épaisseur par cent mètres d'épaisseur de formation houillère.

#### Chemin de fer et canal
Jusqu'à l'ouverture du chemin de fer des houillères, qui a eu lieu en octobre 1861, la Compagnie de Nœux ne peut écouler ses produits que dans la localité, par voitures ; une faible partie est conduite par tombereaux à Béthune pour être embarquée sur le canal. Elle s'occupe bientôt de relier ses fosses et à la nouvelle ligne des houillères et au canal. Un décret du 26 mai 1860 autorise l'établissement d'un premier embranchement de 3 600 mètres aboutissant à la gare de Nœux. Il a été construit par la Compagnie des chemins de fer du Nord, moyennant le remboursement des dépenses en dix annuités de 26 496,76 francs chaque année. Il fonctionne à l'ouverture de la ligne des houillères en octobre 1861. Il permet d'envoyer, par wagons, directement à la station de Béthune une partie de charbons qui sont ensuite repris par tombereaux pour être embarqués.
Un décret du 17 avril 1861 a aussi autorisé la Compagnie de Nœux à construire un canal entre Nœux et le canal d'Aire à la Bassée. Mais il n'a été donné suite qu'en partie à ce projet reconnu d'une exécution difficile. Le canal a été arrêté à Beuvry, à trois kilomètres du point de départ, où l'on établit un rivage et le chemin de fer de la Compagnie est continué, sur 4 800 mètres, jusqu'à ce rivage conformément à une autorisation donnée par un décret du 18 juin 1862.
L'établissement de ces voies de communication et l'achat du matériel nécessaire à leur service, occasionnent une dépense importante : 297 595,64 francs pour l'embranchement jusqu'à la gare de Nœux, construit par la Compagnie du Nord, et payable en partie par annuités, 427 938,20 francs pour l'embranchement jusqu'à Beuvry, 258 590,15 francs pour le canal de Beuvry et 222 196,41 francs pour les locomotives, les wagons... Le total des dépenses s'élève au 31 octobre 1862 à 1 206 320,40 francs.
M. de Bracquemont applique tout d'abord un chargement des bateaux très simple et qui a donné de bons résultats. Les charbons sont chargés directement aux fosses dans des caisses posées sur un truc qui arrive devant le bateau à charger. Ces caisses pivotantes sont soulevées par une grue à vapeur et versent par une trémie sans choc leur contenu dans le bateau. Cette disposition excellente, employée pour la première fois à Nœux, a été appliquée partout avec le plus grand succès, avec quelques modifications.
En 1867, la Compagnie relie la fosse no 4 aux embranchements précédemment construits. Cette nouvelle voie, d'une longueur de deux kilomètres, a coûté 135 222,82 francs. Cette voie a été depuis lors prolongée jusqu'au puits no 5 - 5 bis, et soudée au nouveau chemin de fer de Bully à Bryas. Tous les embranchements des Mines de Nœux présentent ensemble un développement de plus de 24 kilomètres. Ils sont desservis par sept locomotives de trente tonnes en charge, et 179 wagons. On a vu qu'au 31 octobre 1862, la Compagnie a dépensé pour l'établissement de ses chemins de fer et de son canal 1 206 320,40 francs, que l'embranchement de la fosse no 4 en 1867 a coûté 135 222,82 francs, à cette somme de 1 341 543,22 francs il faut ajouter les voies de la fosse no 5 - 5 bis, celles joignant le chemin de Bully à Bryas, et enfin l'augmentation du matériel nécessitée par l'accroissement de l'extraction et par suite des expéditions, et on arrive à ce résultat final que la Compagnie de Nœux a consacré de 1 600 000 à 1 700 000 francs, pour relier ses fosses aux grandes voies de transport.

#### Matériel et outillage
Comme complément de ce qui a été dit des installations des Mines de Nœux, voici quelques indications sur l'importance du matériel et de l'outillage que comporte l'exploitation de ces Mines. La Compagnie possède cinq machines pour l'extraction d'une force totale de 750 chevaux, huit machines pour la ventilation soit 285 chevaux, sept machines pour l'alimentation soit 46 chevaux, une pour la compression d'air soit 150 chevaux, trois pour fonçage de puits soit 240 chevaux, et une autre machine. Ces 25 machines représentent une force de 1 471 chevaux. Ces machines reçoivent la vapeur de 27 générateurs présentant ensemble une surface de chauffe de 1 835 mètres carrés.
La Compagnie possède également un ventilateur Fabry et sept ventilateurs Guibal dont trois de 7,50 mètres de diamètre et 1,10 mètre de largeur et quatre de neuf mètres de diamètre et 2,50 mètres de largeur.
L'épuisement des eaux se fait uniquement par des caisses en tôle que l'on introduit dans les cages d'extraction. Les travaux donnent très peu d'eau, 9 600 hectolitres par 24 heures pour l'ensemble des puits. Un puissant compresseur d'air, établi près de la fosse no 1, envoie par des tuyaux de conduite l'air comprimé sur plusieurs puits pour faire fonctionner les perforateurs qui creusent les galeries à travers bancs.
L'entretien, la réparation de toutes ces machines, du matériel de chemins de fer, et de tout l'outillage nécessaire à une grande exploitation, s'exécute dans un atelier central, muni de bons outils, que fait mouvoir une machine Corliss de trente chevaux. Près de l'atelier central se trouvent la maison d'administration et les habitations des chefs de service.

#### Prix de revient
Au début de l'exploitation de Nœux, le prix de revient est très bas. Le prix de vente est très élevé, puisqu'il n'existe dans les environs aucune exploitation concurrente, et que les charbons de Nœux de très bonne qualité remplacent des charbons ayant eu à supporter des frais de transport élevés. Aussi la Compagnie réalise dès l'origine des bénéfices importants et qui lui permettent de faire face aux dépenses considérables de ses nouvelles installations. Bien plus, les produits de Nœux, auxquels s'ajoutent ceux de Vicoigne, permettent à la Compagnie de prendre un intérêt, ainsi qu'il a été dit précédemment, dans les Mines de Dourges et de Lens, puis de Ferfay et de consacrer des capitaux à la création des travaux de ces mines. Il est vrai qu'après le décret de 1852, ces capitaux ont été remboursés à la Compagnie de Vicoigne-Nœux ; mais elle conserve néanmoins 200 actions de 1 000 francs de Ferfay qu'elle a souscrit à l'origine. Lorsqu'en 1874 ces actions sont montées à 5 000 francs, la Compagnie de Vicoigne les a vendu, et réalise par cette vente un bénéfice important qui vient s'ajouter aux bénéfices de ses exploitations.
Les états de redevances donnent les prix de revient des Mines de Nœux pour 1873 et 1874, à savoir 10,41 francs et 10,62 francs par tonne. Ces prix comprennent seulement les dépenses d'exploitation, et non les dépenses de travaux d'établissement qui pour les deux années ci-dessus ont été respectivement de 2,02 et 3,44 francs par tonne.

#### Prix de vente
La fosse de Nœux entre en exploitation dès 1852, avant toutes les autres houillères du nouveau bassin. Ses charbons sont gras, et de très bonne qualité. Ils ont été de suite très recherchés, et ont pu être livrés à des prix élevés, en concurrence avec les charbons du Nord et de la Belgique grevés de frais de transport assez considérables.
Le prix moyen de vente des charbons de Nœux est de 1852 à 1854 de 15,60 à 16,30 francs la tonne. Il s'élève en 1855 et 1856, années de grande demande de charbons, à 19 francs la tonne. Il varie de 1857 à 1862 de 16,50 francs à quinze francs. Cependant les autres houillères jettent sur le marché des
quantités importantes, et les prix de vente moyens descendent de 1863 à 1865, à quatorze et même à treize francs la tonne.
En 1866 et 1867 survient une nouvelle période de grande demande de houilles. Au mois d'avril 1866, les prix courants sont de 2,25 francs l'hectolitre de gros, et 1,60 francs l'hectolitre de moyen. Au mois de novembre de la même année ils sont de 2,40 francs l'hectolitre de gros et 1,90 francs l'hectolitre de moyen. Sur ces prix, il est accordé, dans certains cas et pour des marchés importants une remise ou prime de cinq à dix centimes. Les prix moyens remontent à 14,50 francs la tonne, et atteignent même 17,25 francs en 1867. Ils redescendent à 14,25 francs en 1868 et à 12,80 francs en 1869, prix le plus bas auquel Nœux ait jamais vendu ses charbons. En 1870, le prix moyen est de treize francs, et en 1871 de quatorze francs.
Vient la crise houillère qui fait monter les combustibles à des prix extraordinaires. Le prix moyen est loin d'atteindre les cours cotés ; cependant il atteint 15,77 francs en 1872, 19,87 francs en 1873 et 20,72 francs en 1874. À partir de cette dernière année, les prix moyens descendent successivement, pour tomber en 1877 à 14,58 francs, et en 1878,à 13,90 francs la tonne.
Voici les prix courants des houilles de Nœux au mois de septembre 1877 : seize francs la tonne de tout-venant à forte composition, quinze francs la tonne de tout venant ordinaire, quatorze franc la tonne de petit tout-venant des fosses nos 3 et 4 et 12,50 francs le charbon menu, gailleteux et criblé à 4 centimètres. Les prix sont en 1880 bien inférieurs ; cependant ils sont en général plus élevés que ceux des autres houillères voisines.

#### Débouchés
Les rapports des Ingénieurs des Mines fournissent les renseignements suivants sur la vente des houilles de Nœux.
En 1877, l'extraction est de 439 250 tonnes dont 4 756 tonnes de gros, 403 816 tonnes de tout-venant et 30 678 tonnes d'escaillage. La
vente est de 410 788 tonnes, dont 77 645 tonnes dans le Pas-de-Calais, 93 623 tonnes dans le Nord et 239 520 tonnes en dehors de la région. 36 482 tonnes ont été consommées à la mine, soit un total de 447 270 tonnes vendues.
L'expédition est en 1877 de 410 188 tonnes, dont 5 128 tonnes par voitures, 160 994 tonnes par bateaux, et 244 066 tonnes par chemin de fer. En 1878, 441 991 tonnes sont expédiées, dont 7 361 tonnes par voitures, 181 025 tonnes par bateaux, et 253 605 tonnes par chemin de fer.
En 1878, 486 312 tonnes sont extraites, dont 3 330 tonnes de gros, 448 184 tonnes de tout-venant et 34 198 tonnes d'escaillage. La vente est de 441 991 tonnes, dont 84 135 tonnes dans le Pas-de-Calais, 94 363 tonnes dans le Nord, et 268 893 tonnes en dehors de la région. 38 480 tonnes ont été consommées à la mine, soit un total de 486 471 tonnes vendues.
En 1877, 36 % de l'extraction a été expédiée par bateaux, contre 38 % en 1878. 55 % a été expédié par chemin de fer, contre 52 % l'année suivante en 1878.
| Année | Nombre d'ouvriers | Production d'un ouvrier |
| ----- | ----------------- | ----------------------- |
| 1853  | 275               | 113                     |
| 1855  | 420               | 133                     |
| 1856  | 628               | 103                     |
| 1857  | 679               | 137                     |
| 1858  | 698               | 146                     |
| 1859  | 699               | 122                     |
| 1860  | 632               | 135                     |
| 1861  | 667               | 129                     |
| 1862  | 748               | 155                     |
| 1863  | 1 041             | 143                     |
| 1864  | 995               | 156                     |
| 1865  | 1 222             | 136                     |
| 1866  | 1 240             | 155                     |
| 1867  | 1 438             | 125                     |
| 1868  | 1 589             | 129                     |
| 1869  | 1 610             | 154                     |

#### Ouvriers
Les états de redevances donnent les chiffres suivant pour le nombre d'ouvriers employés aux Mines de Nœux.
Dans cette période de seize ans, la production annuelle de l'ouvrier varie de 103 à 156 tonnes ; elle est en moyenne de 136 tonnes. La répartition du personnel est en 1867 de 1 438 ouvriers, produisant individuellement 125 tonnes en moyenne, dont 297 au jour, et 1 141 ouvriers au fond, produisant eux 157 tonnes. En 1869, il y a 1 610 ouvriers, produisant 154 tonnes, dont 240 au jour et 1 370 ouvriers au fond, produisant eux 181 tonnes.
| Année   | Fond | Fond et jour |
| ------- | ---- | ------------ |
| 1870    | 118  | 150          |
| 1871    | 189  | 154          |
| 1872    | 224  | 190          |
| 1873    | 232  | 191          |
| 1874    | 191  | 162          |
| 1875    | 191  | 159          |
| 1876    | 192  | 161          |
| 1877    | 186  | 153          |
| 1878    | 234  | 192          |
| Moyenne | 202  | 169          |

Sur les 1 438 ouvriers occupés au fond et au jour en 1867, il y a 119 filles de 11 à 18 ans et 195 garçons de 10 à 16 ans, soit 314 enfants ou plus de 20 % de l'effectif. Des 195 garçons de 10 à 16 ans, 173 sont employés au fond et 22 au jour. Quant aux 119 filles de 11 à 18 ans, 76 sont employées au fond et 43 au jour.
On remarquera ce grand nombre d'enfants et surtout de filles, employés par les Mines de Nœux. La création de ces Mines dans une contrée peu peuplée alors, où les bras font complètement défaut, la nécessité de former petit à petit un personnel en rapport avec le développement des travaux, sont des considérations qui expliquent l'emploi des enfants sur une si grande échelle. Toutefois, l'emploi des filles au fond est un fait regrettable à tous les points de vue, et qui n'est appliqué qu'exceptionnellement dans quelques autres houillères, et même proscrit depuis longtemps dans les anciennes exploitations du Nord. La Compagnie de Vicoigne n'a pas attendu la publication de la loi, qui défend d'employer les filles dans les travaux souterrains, pour cesser un usage qu'elle subit avec regret, et vers 1880 il ne descend plus de filles dans aucune exploitation du Nord et du Pas-de-Calais.
M. Agniel, dans la notice publiée à l'occasion de l'exposition de 1878, donne le tableau suivant du personnel occupé dans les Mines de Vicoigne et de Nœux à partir de 1870.
Pour l'année 1872, le personnel employé dans l'exploitation de Nœux se répartit ainsi, : 22 porions et surveillants, 629 ouvriers à la veine, 109 ouvriers en bowettes, recherches, 113 raccomodeurs, raucheurs et maçons, 42 moulineurs et chargeurs à l'accrochage, 320 hercheurs, chargeurs aux tailles, et conducteurs de chevaux, 412 ouvriers de la coupe à terre, et galibots, 64 machinistes, chauffeurs, divers, soit 1 711 ouvriers au fond, auxquels on ajoute les 305 ouvriers du jour, ce qui donne un ensemble de 2 016 ouvriers.
Il résulte des chiffres de M. Agniel, donnés ci-dessus, que la production annuelle de l'ouvrier a été de 1870 à 1877 :
La moyenne de la production annuelle de la totalité des ouvriers de Nœux n'est de 1853 à 1869 que de 136 tonnes. Elle est de 1870 à 1877 de 169 tonnes, soit une augmentation de 33 tonnes ou 23 % pendant les neuf dernières années. Les variations considérables que l'on observe d'une année à l'autre tiennent à deux circonstances particulières : la plus ou moins grande activité de la vente, et par suite de l'extraction et la plus ou moins grande impulsion donnée aux travaux préparatoires.
Ainsi en 1872 et 1873, années de grandes demandes de houille, on réduit au strict nécessaire les travaux préparatoires, on met tous les ouvriers à l'exploitation proprement dite, et l'ouvrier prolonge son temps de travail de manière à gagner le plus possible. Les années suivantes, il y a réduction de la demande ; il y a nécessité de reprendre les travaux préparatoires ; on chôme certains jours, on limite le travail, et la production de l'année diminue.
| Année | Salaires totaux | Salaires par ouvrier |
| ----- | --------------- | -------------------- |
| 1869  | 1 366 060       | 848                  |
| 1871  | 1 742 548       | 955                  |
| 1872  | 3 356 395       | 1 131                |
| 1873  |                 | 1 352                |
| 1874  |                 | 1 173                |
| 1875  |                 | 1 005                |
| 1877  | 2 575 337       | 895                  |
| 1878  | 2 457 022       | 970                  |

#### Salaires
Aux débuts de l'entreprise de Nœux, en 1850, le prix de base, de la journée de l'ouvrier mineur est de 2,50 francs seulement. Il est porté successivement à Nœux comme dans toutes les houillères du Nord à 2,75 francs en 1851, à trois francs en 1866, 3,25 francs en 1872 et 3,50 francs en 1873. Ainsi de 1854 à 1874, en vingt ans, le prix de la journée de l'ouvrier mineur augmente d'un franc soit 40 %.
Les prix ci-dessus ne sont que des prix de base pour la fixation de la tâche, et sont très inférieurs aux salaires réellement gagnés par les mineurs. Ainsi, en 1869, alors que le prix de base est de trois francs, le salaire moyen des mineurs à marchandage est de 3,83 francs. En 1873 et 1874, avec le prix de base de 3,50 francs, le salaire moyen est monté comme du reste dans toutes les houillères du Nord à cinq francs, 5,50 francs et même six francs.
Voici, d'après les rapports des Ingénieurs, l'importance des salaires payés par les Mines de Nœux, en totalité et par ouvrier :
Le maximum des salaires de l'ouvrier a été atteint en 1873, alors que la production est poussée à outrance, et que l'ouvrier travaille le plus possible. Avec la réduction de la demande de houille, le travail a été limité, ou a chômé souvent un jour par semaine, et le gain de l'ouvrier a beaucoup diminué.

#### Maisons d'ouvriers
Pour attirer le personnel nécessaire à ses travaux, la Compagnie de Nœux a dû immédiatement construire des maisons pour le loger. En 1858, elle possède déjà 218 maisons. Ce chiffre est porté à 424 en 1867, et en 1878 il est de 800. La notice de M. Agniel fournit les renseignements suivants sur ces 800 maisons.
La surface des terrains qu'elles occupent est de 16 hectares 98 ares et 16 centiares. La surface moyenne du terrain d'une maison est de deux ares et douze centiares. Les dépenses d'établissement sont de 2 159 866,05 francs, ou 2 699,84 francs par maison, dont 251 333,81 francs pour la valeur du terrain, soit 321,65 francs par maison, et 1 902 552,24 francs pour les dépenses de construction, soit 2 318,19 francs par maison. Ces maisons sont louées à raison de quatre ou cinq francs par mois, suivant leur grandeur. Déduction faite des frais d'entretien et des contributions, leur loyer représente à peine 1.66 % d'intérêt du capital engagé.
Dans son compte rendu du 5 mai 1872, M. de Bracquemont évalue à 3,7 le nombre d'ouvriers logés par chaque maison. Ce nombre est très élevé, double de celui 1,70, constaté dans l'Enquête sur les habitations des Mines du Nord et du Pas-de-Calais. Il comprend sans doute un grand nombre d'ouvriers
étrangers, célibataires, prenant leur pension dans les familles occupant ces maisons. En admettant que chacune des 800 maisons des Mines de Nœux contient deux et même 2,5 ouvriers, la Compagnie logerait 1 600 à 2 000 des personnes qu'elle occupe soit de 55 à 69 % de son personnel.

#### Œuvres en faveur des ouvriers
Une école est fondée dès 1855 pour l'instruction des enfants des ouvriers. En 1867, on dépense 67 969,49 francs pour construire une nouvelle école de filles, tenue par les Sœurs de charité ; l'ancienne est transformée en école de garçons dirigée par les frères Maristes. Une deuxième école de filles est fondée à Hersin. Ces trois écoles reçoivent en 1872 près de 1 150 enfants, et à cette époque il a été dépensé d'après M. de Bracquemont, près de 200 010 francs pour leur établissement. Depuis, la Compagnie a construit à Nœux une magnifique église, desservie par un prêtre spécial. Deux caisses de secours existent à Vicoigne et à Nœux. Elles sont alimentées par une retenue obligatoire pour tous les ouvriers, de 3 % sur leurs salaires, et une cotisation de la Compagnie du montant total des salaires payés par elle. Pendant l'exercice 1876-77, le mouvement de ces caisses, recettes et dépenses, a été, :
Recettes
- Cotisation : 133 642,04 francs
- Amendes : 6 710,60 francs
- Intérêt des fonds : 6 453,33 francs

Total des recettes : 146 805,97 francs
Dépenses
- Instruction : 36 212,54 francs
- Secours en argent : 53 245,08 francs
- Pensions : 23 463,99 francs
- Médecins : 8 040 francs
- Médicaments et secours alimentaires : 39 139,29 francs
- Funérailles et divers : 4 402,30 francs

Total des dépenses : 164 503,20 francs
Il reste en caisse au 30 juin 1877 101 734 francs, dont 96 100 francs sont représentés par des rentes sur l'État. Une succursale de la caisse d'épargne de Béthune a été établie à Nœux. Ses opérations sont peu importantes. Ainsi, au 31 décembre 1877, elle a 314 livrets ouverts pour une somme de 19 388,18 francs ; la moyenne de chaque livret n'est que de 61,74 francs.
Une Société coopérative a été fondée à Nœux au commencement de 1876. Après des débuts laborieux elle compte, au 20 mars 1878, 380 actionnaires possédant chacun une action de 50 francs. Le bilan arrêté au 31 décembre 1877 a donné les résultats suivants pour le dernier exercice :
Actif
- Frais d'installation et mobilier : 9 700,10 francs
- En caisse au 31 décembre 1877 : 1 148,74 francs
- Inventaire des magasins : 50 872,50 francs
- Retard sur capital : 4 624 francs
- Retard de payement sur marchandises : 16 386,46 francs
- Vente non soldée de la deuxième quinzaine de décembre : 10 261,55 francs
- Comptes débiteurs : 600,63 francs

Total de l'actif : 93 594,04 francs
Passif
- Capital : 20 000 francs
- Comptes créditeurs : 13 810,15 francs
- Banquiers : 39 382,29 francs
- Compte de réserve : 2 443,08 francs
- Amortissement de l'installation : 1 000 francs
- Amortissement sur créances douteuses : 3 100 francs

Total du passif : 79 135,52 francs
Balance ou bénéfice : 13 858,52 francs
Ce bénéfice a été réparti ainsi : 384,40 francs pour l'intérêt au capital versé, 9 431,88 francs soit 14 % de parts aux actionnaires, 2 694,82 francs soit 20 % à la réserve et 1 341,42 francs soit 10 % en gratification au personnel du magasin. Le total est de 13 858,52 francs. Les actionnaires ont reçu un dividende correspondant à 7 % environ de leurs achats. Le chiffre d'affaires s'élève à près de 1 000 francs par jour.

#### Dividendes
L'exploitation de Nœux commence à produire d'abord 9 000 tonnes en 1852, puis 31 000 tonnes en 1853, et des chiffres successivement plus élevés les années suivantes. Jusqu'alors seuls les produits de l'exploitation de Vicoigne servent les dividendes distribués aux 4 000 actions émises. Ces dividendes ont été de 65 francs en 1844, 93,05 francs en 1845, 13 francs en 1846, 60 francs en 1847, 50 francs en 1848, 55 francs en 1849, 70 francs en 1850 à 1852 et 90 francs en 1853. À partir de 1853, les travaux de Nœux donnent des bénéfices qui s'ajoutent à ceux de Vicoigne, et la Compagnie distribue : 125 francs en 1854, 150 francs en 1855, 200 francs en 1856 et 1851, 230 francs en 1858 et 240 francs en 1859. En 1860, la production est à Vicoigne de 104 467 tonnes et à Nœux de 85 345 tonnes, soit un ensemble 189 812 tonnes, et le dividende distribué est de 200 francs.
Il reste à ce taux jusqu'en 1865. En 1866, l'extraction dépasse 300 000 tonnes et le dividende monte à 225 francs. Il s'élève à 250 francs pendant chacune des trois années 1867, 1868 et 1869 ; mais la guerre de 1870 le fait descendre à 150 francs. Le dividende est en 1871 de 250 francs, en 1872 de 350 francs et en 1873 de 600 francs.
Pendant la crise houillère, les prix des charbons montent à des taux excessifs, Vicoigne-Nœux, comme toutes les houillères de la région, 'augmente son extraction, et réalise des bénéfices considérables. Le même fait se produit en Belgique, en Angleterre et en Allemagne. Aussi les dividendes afférents aux exercices 1873-74 à 1874-75, répartis en 1874-1875 s'élèvent-ils à 1 000 francs. Avec la baisse des prix des houilles, ces dividendes tombant à 800 francs en 1876, puis à 600 francs en 1877 et 1878. La Compagnie de Vicoigne est, de toutes les Compagnies houillères du Pas-de-Calais, celle dont les dividendes se sont le mieux maintenus pendant ces trois dernières années, grâce aux réserves qu'elle a faites pendant les années heureuses, à des réalisations de bénéfices sur diverses valeurs et enfin au développement de sa production.
Il importe de ne pas perdre de vue que les dividendes distribués à partir de 1853, proviennent tant des bénéfices de l'exploitation de Vicoigne que de celle de Nœux. Il est difficile d'établir la part de ces dividendes afférente à chacune des deux exploitations ; celle de Nœux, surtout dans les dix dernières années est de beaucoup prépondérente, et on peut admettre qu'elle y entre pour trois, quatre et même cinq, quand celle de Vicoigne y entre pour un.

#### Valeur des Actions
Le capital de la Société se compose de 4 000 actions de 1 000 francs sur lesquels 600 francs seulement ont été versés. Ces actions se vendent 1 600 francs en 1844 et 1845, 1 800 francs en 1846 et 1 700 francs en 1847.
La révolution de février 1848 les fait tomber à 1 300 francs et même à 1 200 francs. Elles remontent à 1 400 francs en 1850 et 1851, puis à 1 600 francs en 1852, après la découverte du charbon à Nœux. Le succès de la première fosse de Nœux porte les actions à 2 300 francs. En 1853 et 1854, il se fait des ventes à 2 600 francs, et en 1855 à 3 000 francs. À partir de 1856 et jusqu'en 1861, le prix des actions de Vicoigne-Nœux varie entre 4 400 et 4 800 francs. De 1862 à 1866, il tombe à 4 100 francs. Il remonte en 1867 à 4 600, puis à 4 800 francs en 1868. Les actions montent ensuite petit à petit à 5 200 francs en 1869, 5 600 francs en 1870 et 1871 et atteignent 6 500 francs en août 1872, 7 500 francs en décembre 1872, 11 000 francs en mai 1873 et 15 000 francs en décembre 1873. Stationnaires à 15 000 à 15 500 francs pendant les six premiers mois de 1874, elles montent brusquement à 22 150 francs en juillet, 26 500 francs en août et restent à ce dernier prix jusqu'en février 1875. Elles s'élèvent en mars et avril 1875 à 31 500 francs puis redescendent petit à petit à 25 000 francs au commencement de 1876, à 20 000 francs en juin et à 15 000 francs à la fin de 1876. Depuis lors, leur valeur reste comprise entre 16 500 et 15 000 francs et en octobre 1879, elles se vendent encore à la Bourse de Lille à 17 000 et 17 500 francs.

#### Emprunt en 1864
La Compagnie de Vicoigne a fait face aux premiers travaux de Nœux au moyen de sa réserve statutaire, 400 000 francs ; puis elle a développé son exploitation au moyen des bénéfices assez importants qu'elle réalise sur sa production, grâce à un prix de vente élevé de ses produits. Enfin la Compagnie d'Anzin lui a fait des avances pour l'établissement de nouveaux travaux. En 1864, cette dernière Compagnie demande le remboursement de ces avances, et la Compagnie de Vicoigne, qui a alors des dépenses assez considérables à faire pour un chemin de fer et un canal, fait décider par l'assemblée générale du 31 octobre 1864, un emprunt de 1 600 000 francs.
Il a été réalisé par l'émission de 4 000 obligations au porteur, de 400 francs chacune, rapportant 6 % d'intérêt et remboursables à 450 francs en seize années et par voix de tirage au sort, dont le premier aurait lieu en 1866. Ces obligations sont remises de préférence aux actionnaires à raison d'une obligation par action.

#### Dépenses de premier établissement
La Compagnie de Vicoigne ne publie pas les rapports et bilans qu'elle présente aux assemblées générales annuelles de ses actionnaires. Il n'est donc pas possible d'établir exactement les dépenses qu'elle a faites pour la création de son exploitation de Nœux. Toutefois, on peut avoir un aperçu de ces dépenses d'une manière assez
approximative, par le rapprochement de quelques articles de ces dépenses donnés dans diverses notices, et par comparaison avec celles que l'on possède sur d'autres houillères placées dans des conditions analogues.
On peut estimer à 15 000 francs l'un, en moyenne le prix coûtant de 23 sondages d'exploration exécutés par la Compagnie de Nœux ; de ce fait c'est une dépense de 345 000 francs. Des détails donnés précédemment sur l'établissement des divers embranchements des chemins de fer et du canal de Beuvry, on a conclu qu'il a été consacré de 1 600 000 à 1 700 000 francs pour relier les fosses aux grandes voies de communication, soit 1 650 000 francs.
D'après la notice de M. Agniel, la construction de 800 maisons d'ouvriers, y compris l'achat des terrains sur lesquels elles sont érigées a coûté 2 159 886 francs. En église, écoles, maison d'administration, habitations des principaux employés, bureaux, ateliers, magasins, etc ; il a été dépensé au moins 900 000 francs. Nœux a cinq sièges d'exploitation, dont deux composés chacun de deux puits. Si l'on prend, comme termes de comparaison, les frais d'établissement de quinze siéges donnés dans les bilans de trois des principales houillères du Pas-de-Calais, Bully-Grenay, Bruay, Marles, on voit que ces frais d'établissement, comprenant achats de terrain, creusement de puits, bâtiments, machines, outillage montent en moyenne, à 1 287 561 francs. On aurait donc dépensé à Nœux pour l'établissement de cinq sièges d'exploitation 6 437 805 francs, soit un ensemble de 11 492 691 francs.
À ce chiffre, il faut ajouter pour fonds de roulement, comprenant : approvisionnements en magasins, stocks de charbon, outillage divers, créances sur livraisons de charbons, caisse, portefeuille et dépôts chez les banquiers pour faire face aux paiements des salaires, etc ; au moins 2 500 000 francs, soit un cumul de 13 992 691 francs, soit en chiffres ronds quatorze millions, pour le capital engagé dans la création des Mines de Nœux,. L'extraction de Nœux a été en 1878 de 486 312 tonnes ; le capital dépensé pour obtenir cette extraction étant de quatorze millions de francs, on voit que ce capital correspond à 28 ou 29 francs par tonne produite annuellement.
La Compagnie de Vicoigne-Nœux possède, outre son exploitation de Nœux, celle de Vicoigne qui produit environ 120 000 tonnes par an. On possède peu de détails sur les dépenses faites pour créer cette dernière exploitation qui est déjà ancienne, puisqu'elle remonte à 1840. Le montant de ces dépenses est certainement d'au moins six millions, de sorte que le capital de la Compagnie de Vicoigne-Nœux représente, en dépenses de premier établissement, vingt millions, et même 22 millions. La production des deux exploitations de Vicoigne et de Nœux a atteint 602 665 tonnes en 1878. Le capital engagé dans ces deux exploitations est donc de trois à 3,5 millions de francs par 100 000 tonnes extraites, ou 30 à 35 francs par tonne. On voit par ces chiffres ce que coûte la création d'une houillère importante, et que le succès des entreprises de ce genre, lorsque ce succès arrive, est bien légitimement acquis.

### Après 1880

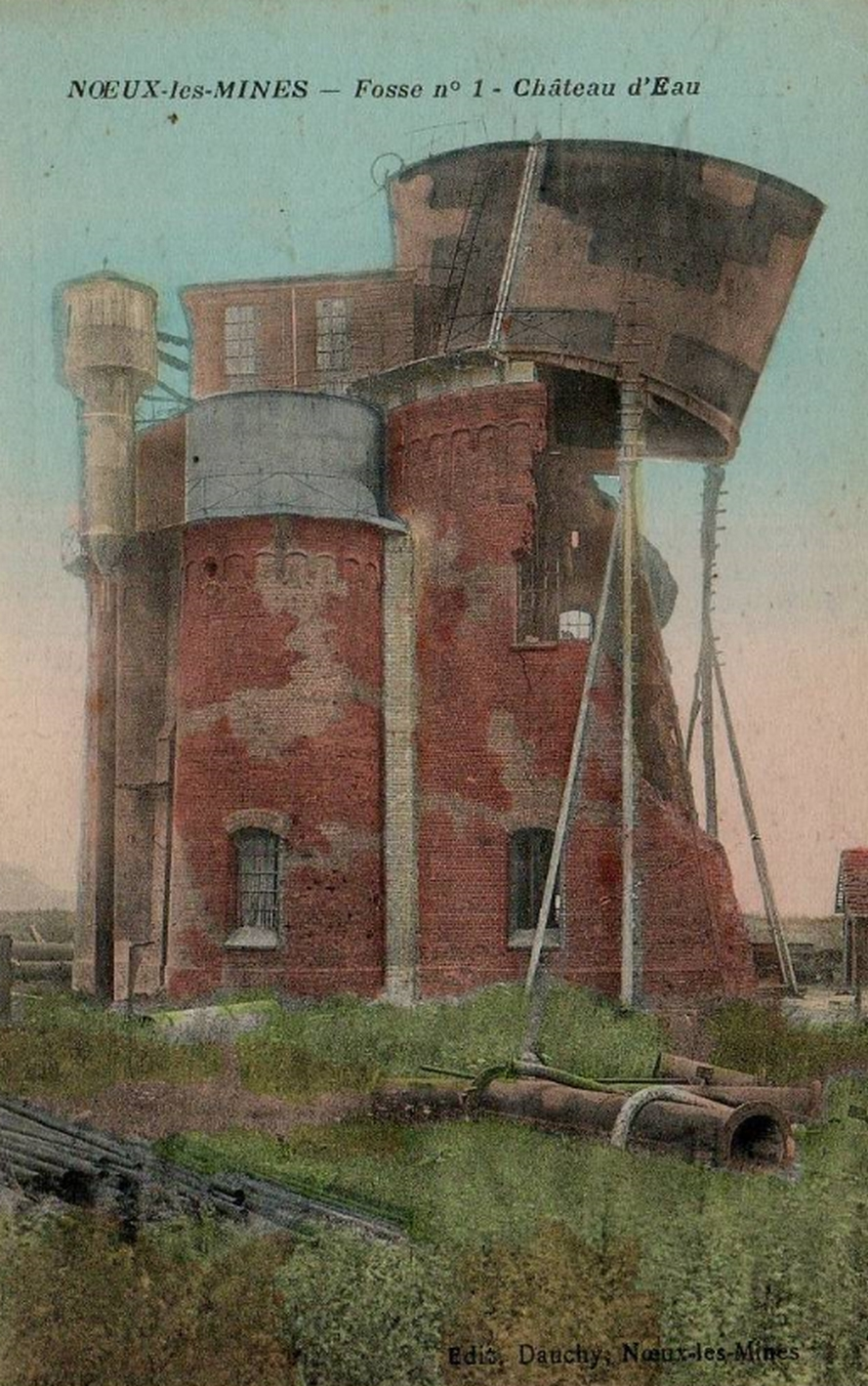
Le château d'eau de la fosse no 1 - 1 bis bombardé.

Le puits no 7 est commencé à Barlin en mai 1887, la fosse commence à produire l'année suivante. En 1890, 3 500 hommes, 400 enfants et 139 femmes permettent à la Compagnie de produire 939 000 tonnes de houille. Le puits no 7 bis est commencé en 1891. En 1897, 1 242 900 tonnes sont produites par 3 950 hommes, 820 enfants et 222 femmes. Les puits nos 4 bis et 6 bis sont commencés en 1898, les puits nos 8 et 8 bis à Verquin sont commencés le 15 mai 1899 pour une mise en service en 1902.
Le fonçage du puits no 9 débute en novembre 1905 à Hersin-Coupigny, celui du puits no 9 bis le 29 juillet 1907, pour une ouverture du siège en 1908. Le puits no 11 bis, alors encore dénommé 8 ter, est commencé à Béthune en octobre 1908. En 1910, 1 590 000 tonnes sont produites, la Compagnie emploie alors 6 147 mineurs au fond et 1 964 au jour. Le puits no 10 est commencé le 28 juin 1911 au sud de la concession à Hersin-Coupigny, il est destiné à l'aérage. En 1912, M. Barthélémy est nommé directeur de la Compagnie. Les travaux de fonçage du puits no 11 débutent à Béthune le 3 novembre 1913, sur un autre carreau, lui aussi situé au nord de la concession, et le 4 mars 1914, au sud de la concession, le puits no 10 bis est entrepris, sur un carreau différent lui aussi.
La Première Guerre mondiale ralentit les travaux de fonçage des puits nos 10, 10 bis et 11. Une explosion de grisou se produit le 17 avril 1917 et entraîne la mort de 42 mineurs et en blesse onze autres à la fosse no 9 - 9 bis. Cette année-là, malgré les bombardements, la Compagnie parvient à produire 2 467 000 tonnes de charbon.
L'extraction cesse en 1921 à la fosse no 9 - 9 bis, mais les puits continuent d'assurer l'aérage jusqu'en 1958. Par le décret du 13 mars 1925, les concessions de Vimy-Fresnoy et Drocourt sont réunies à celles de la Compagnie de Vicoigne-Nœux. Les puits d'aérage nos 10 et 10 bis sont remblayés cette année-là. En 1930, M. Beaugrand est directeur de la Compagnie. Le 23 décembre, l'extraction cesse aux puits nos 11 et 11 bis mais ces derniers assurent l'aérage respectivement jusqu'en 1957 et 1970.
Le puits no 1 est remblayé en 1938, mais la fosse continue d'exister jusqu'en 1968 grâce au puits no 1 bis. En 1939, la Compagnie possède trois ateliers de lavage, deux presses à briquettes, sept presses à boulets, des usines chimiques, une centrale à Beuvry et 128 kilomètres de chemins de fer. Elle emploie alors 10 589 ouvriers, dont 6 717 au fond et 3 023 au jour. Elle entreprend à Houchin un puits no 12 qui est abandonné l'année suivante en 1940 à cause de la Seconde Guerre mondiale.
La Compagnie est nationalisée en 1946. Avec la Compagnie des mines de Béthune, elle intègre le Groupe de Béthune, qui comprend aussi le gisement laissé inexploité par la Compagnie des mines de Gouy-Servins et Fresnicourt Réunis.

## Les fosses
Vingt-six puits ont été creusés sur la concession.

### Fosseno1- 1 bis
Puits no 1
50° 28′ 14″ N, 2° 40′ 19″ E
1851 - 1938
Puits no 1 bis
50° 28′ 13″ N, 2° 40′ 22″ E
1887 - 1968

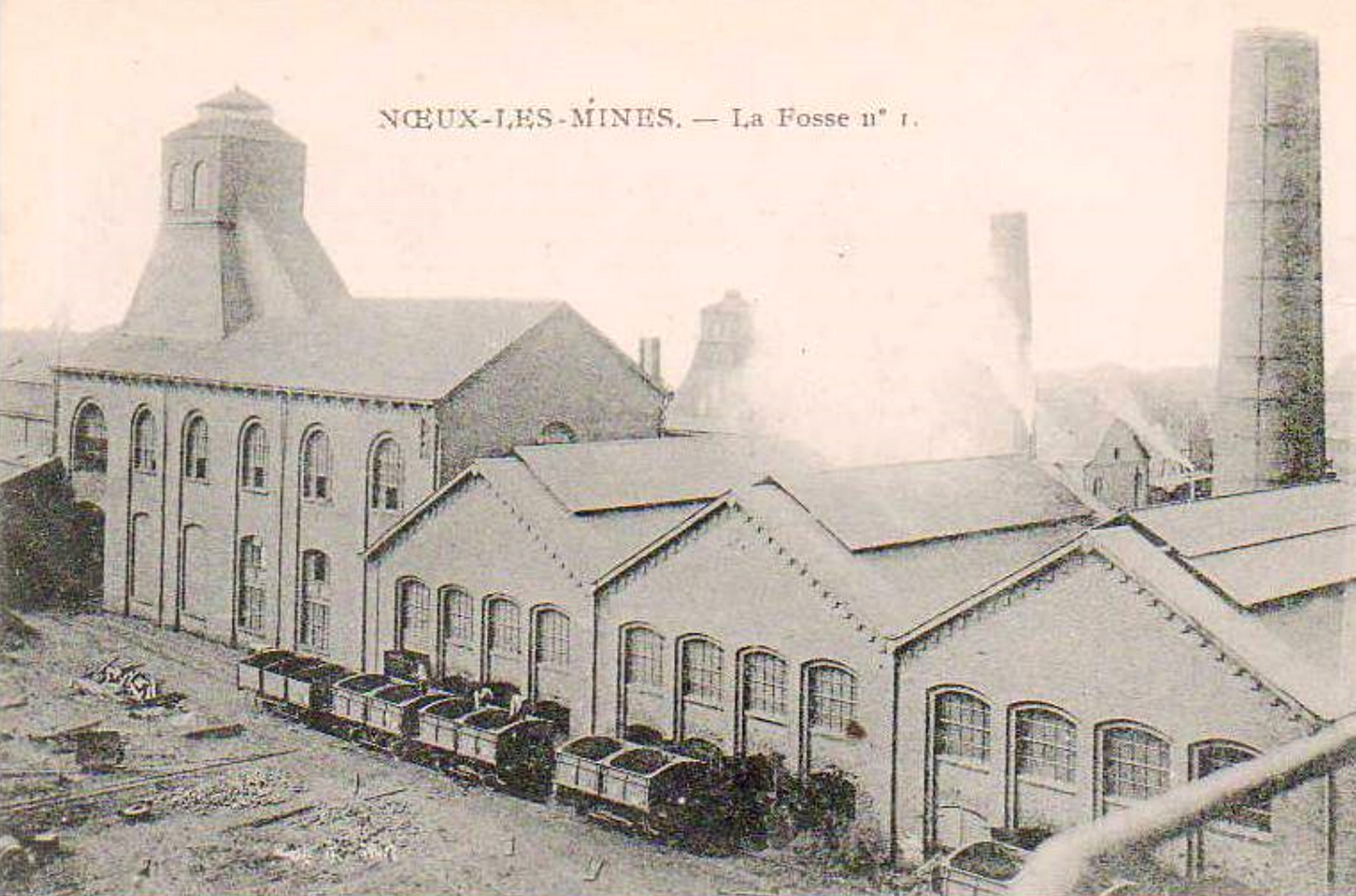
La fosse no 1 - 1 bis.

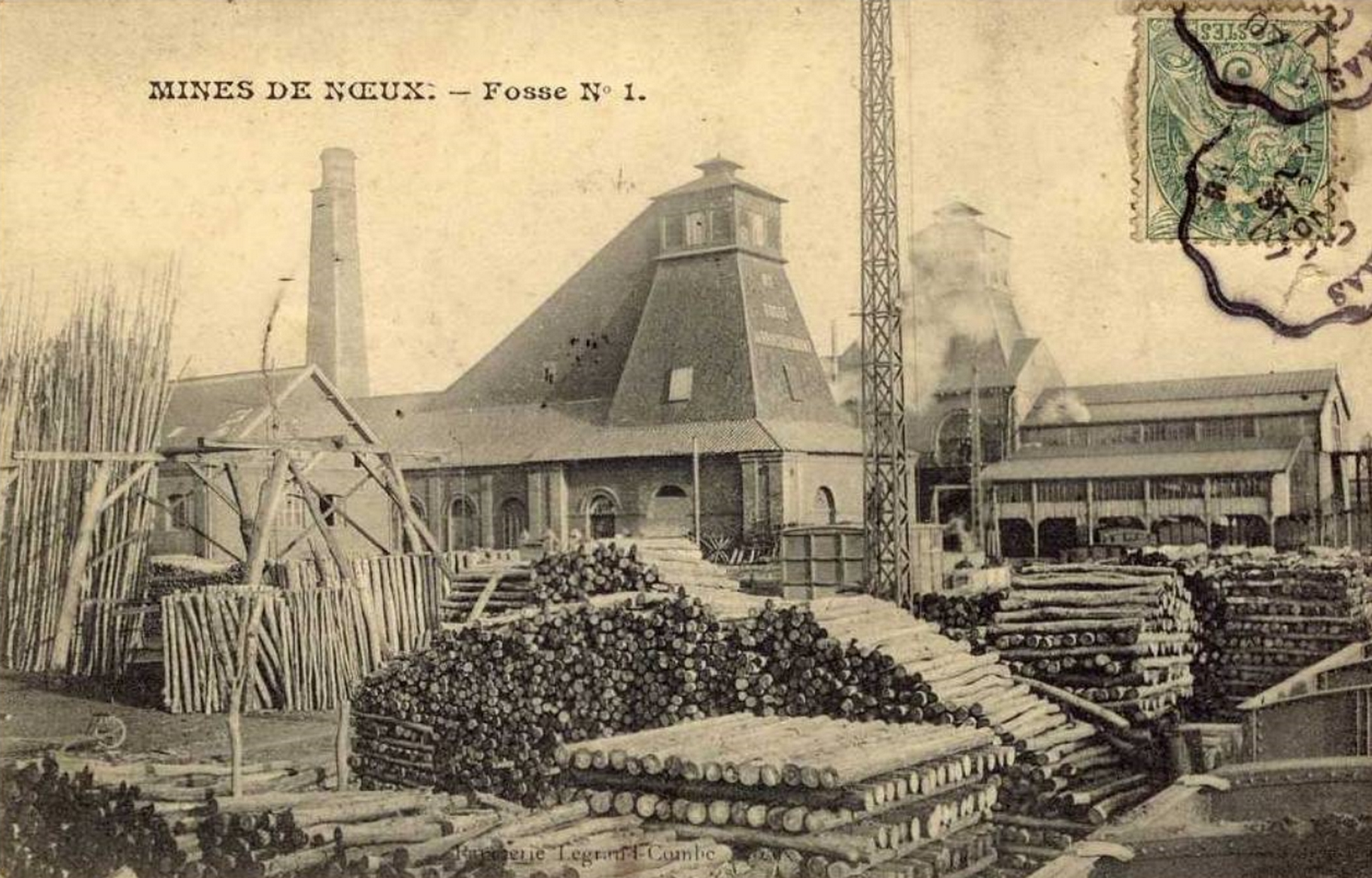
La fosse no 1 - 1 bis.

La première fosse de la Compagnie est ouverte à partir du 1er avril 1851 à Nœux-les-Mines,, elle porte le nom d'Aubé de Bracquemont. Le terrain houiller est atteint à 158,88 mètres. Le niveau est passé sans difficultés, et la houille est atteinte le 11 avril 1852,. Elle entre en production à partir de 1852. Le 22 février, la première charrette de charbon extrait a été distribuée gratuitement aux habitants de Béthune. M. de Bracquemont innove pour construire cette fosse : le diamètre du puits est de quatre mètres au lieu de trois, des machines puissantes permettent d'évacuer l'eau, il s'agit de la première machine d'épuisement à traction directe au passage des niveaux, les machines de fonçage font de quinze à vingt chevaux, la machine d'extraction ne possède pas d'engrenages et est la première à posséder deux cylindres oscillants, des ventilateurs assurent l'aérage, le puits est équipé de cages... Le gisement est assez accidenté, la houille y est grasse et à courte flamme. Le puits no 1 bis est ajouté en 1883 pour servir à l'aérage. Un coup de poussière y tue trois mineurs le 7 juin 1885.
Le puits no 1 est remblayé en 1938, en revanche, le puits no 1 bis est modernisé en 1948 et reste en service jusqu'en 1968, date à laquelle il est remblayé. Le site est immédiatement reconverti en zone industrielle, et le 28 décembre 1968, à onze heures, la première citerne Sidrat de 3 000 litres sort de l'usine de Nœux. Les têtes des puits nos 1 et 1 bis sont matérialisées, ce qui permet leur surveillance par le BRGM.

### Fosseno2- 2 bis
Puits no 2
50° 27′ 23″ N, 2° 40′ 09″ E
1854 - 1962
Puits no 2 bis
50° 27′ 24″ N, 2° 40′ 09″ E
1877 - 1962

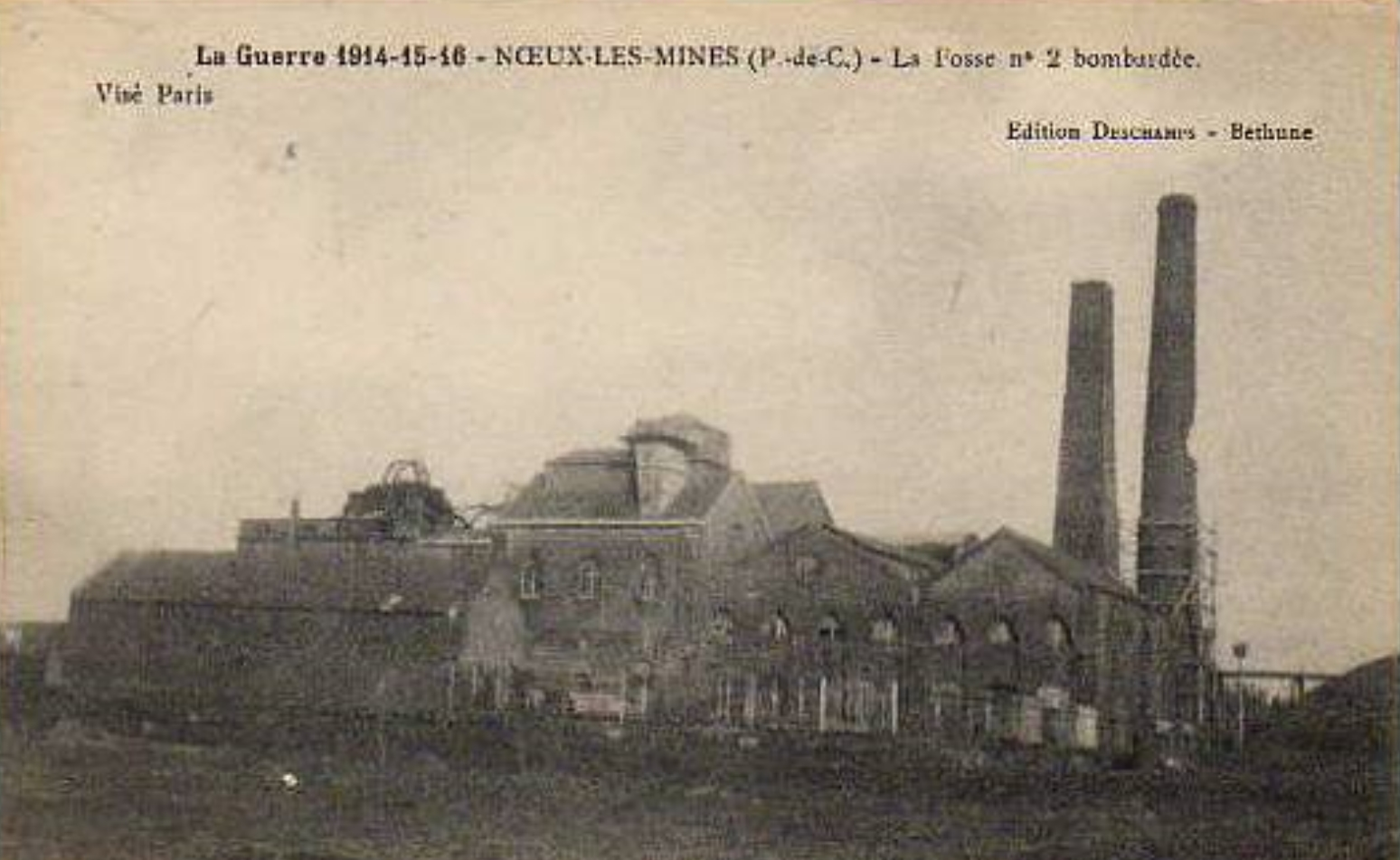
La fosse no 2 - 2 bis.

Le fonçage du puits no 2 débute en mai 1854 à Hersin-Coupigny, ou le 1er juin 1854. La fosse est dénommée Dupont ou d'Hersin. Le terrain houiller est atteint à la profondeur de 143,45 mètres. le passage du niveau exige deux pompes de 42 centimètres de diamètre jusqu'à 36,54 mètres, qui épuisent cinquante hectolitres par minute. Une seule pompe suffit ensuite jusqu'à 58,79 mètres, et le reste du niveau est franchi sans pompe. Le creusement est facile, ce qui permet à la fosse de produire dès 1856. La machine d'extraction possède deux cylindres horizontaux. Les couches sont régulières au nord, et accidentées au sud, de nombreuses failles sont présentes à l'est. Les fosses nos 1 et 2 sont reliées à la gare de Nœux-les-Mines par un chemin de fer, puis l'embranchement est continué jusque Beuvry où la Compagnie aménage un rivage sur une branche du canal qu'elle a aménagé. le puits no 2 bis est ajouté en 1877.
L'extraction cesse en 1956 mais la fosse assure encore le service et l'aérage jusqu’en 1962, date à laquelle les puits nos 2 et 2 bis, respectivement profonds de 608 et 749 mètres sont remblayés. Les têtes des puits nos 2 et 2 bis sont matérialisées, ce qui permet leur surveillance par le BRGM.

### Fosseno3- 3 bis
Puits no 3 Parsy
50° 28′ 54″ N, 2° 40′ 30″ E
1863 - 1961
Puits no 3 bis Parsy
50° 28′ 54″ N, 2° 40′ 28″ E
1896 - 1961

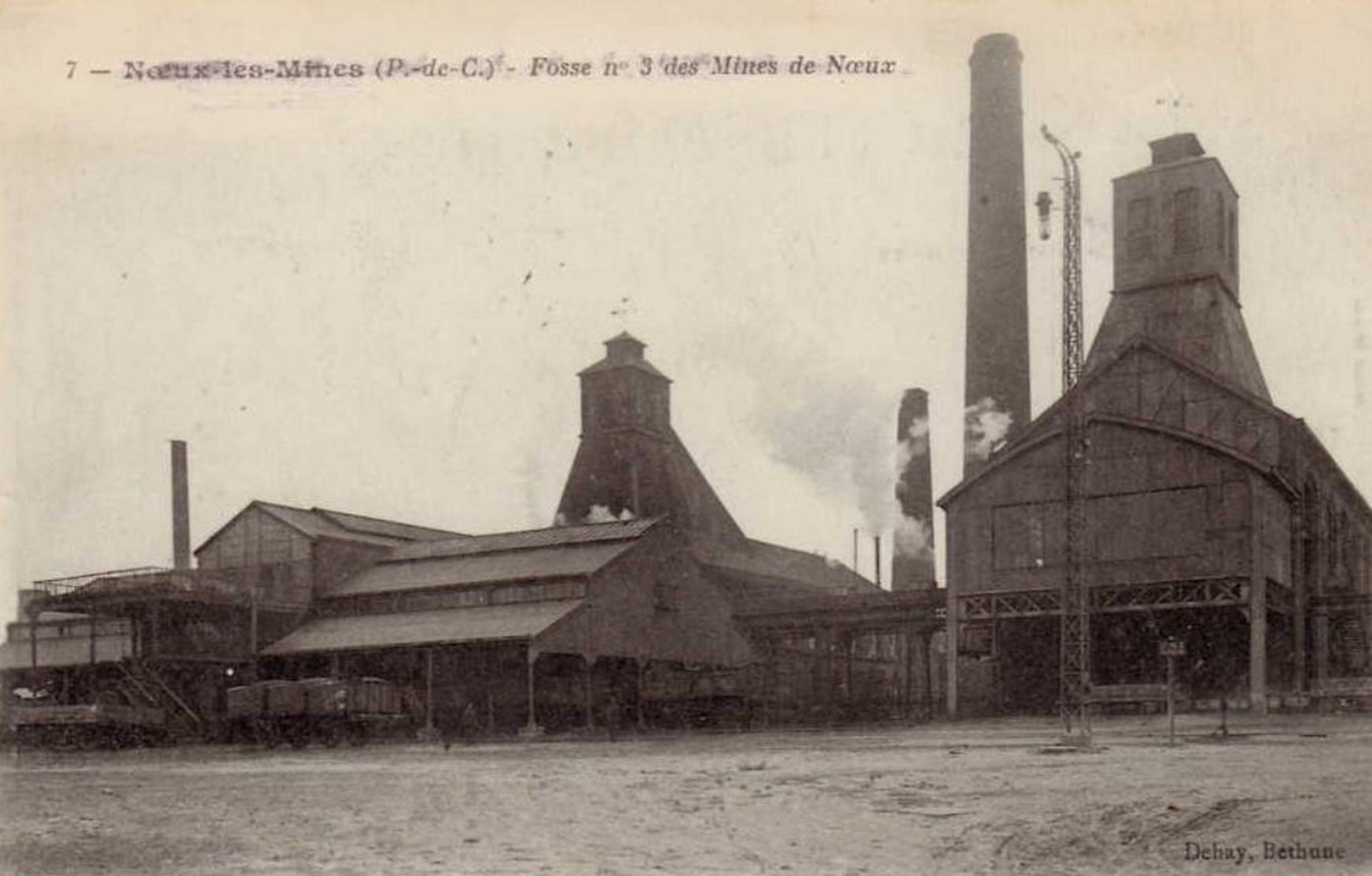
La fosse no 3 - 3 bis.

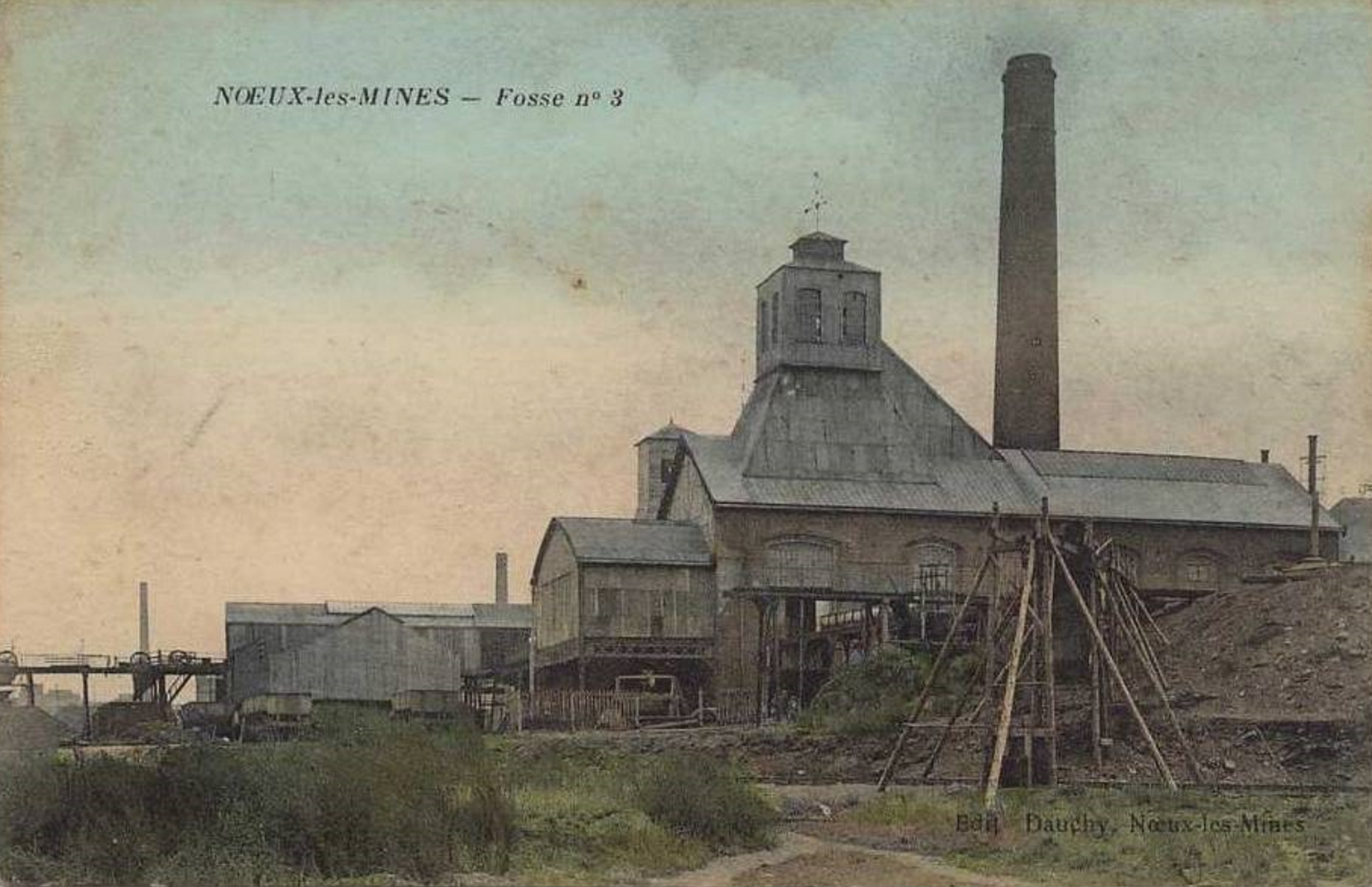
La fosse no 3 - 3 bis.

La fosse no 3 est construite près de la gare de Nœux-les-Mines à partir du 10 avril 1863, l'extraction commence en 1864. Elle est aussi dénommée fosse Édouard Parsy ou fosse de la station de Nœux. Le terrain houiller est atteint à la profondeur de 157,10 mètres, le diamètre du puits est de 4,60 mètres,. Les veines sont ondulées, et la houille est demi-grasse. La fosse donne tout d'abord des mauvais résultats. Le puits no 3 bis est ajouté en 1896. Un bure permet d'exploiter jusque 757 mètres.
Le chevalement et la machine d'extraction du puits no 3 sont remplacés en 1925 par des constructions plus modernes et plus performantes. Les puits nos 3 et 3 bis, respectivement profonds de 725 et 632 mètres sont remblayés en 1961, juste après la fermeture de la fosse. Les têtes des puits nos 3 et 3 bis sont matérialisées, ce qui permet leur surveillance par le BRGM.

### Fosseno4- 4 bis
Puits no 4
50° 26′ 38″ N, 2° 39′ 10″ E
1866 - 1963
Puits no 4 bis
50° 26′ 39″ N, 2° 39′ 08″ E
1898 - 1963

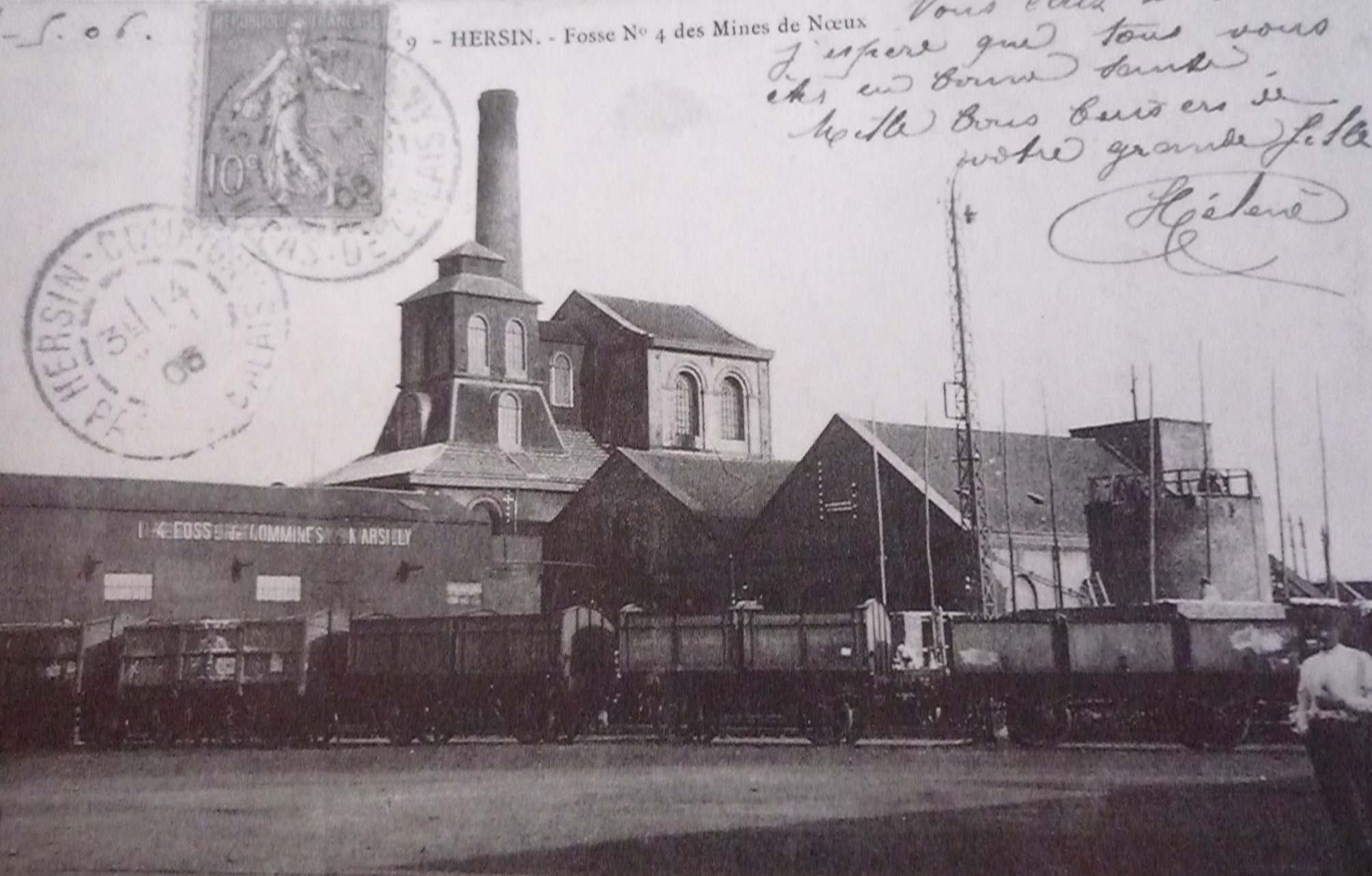
La fosse no 4 - 4 bis vers 1898.

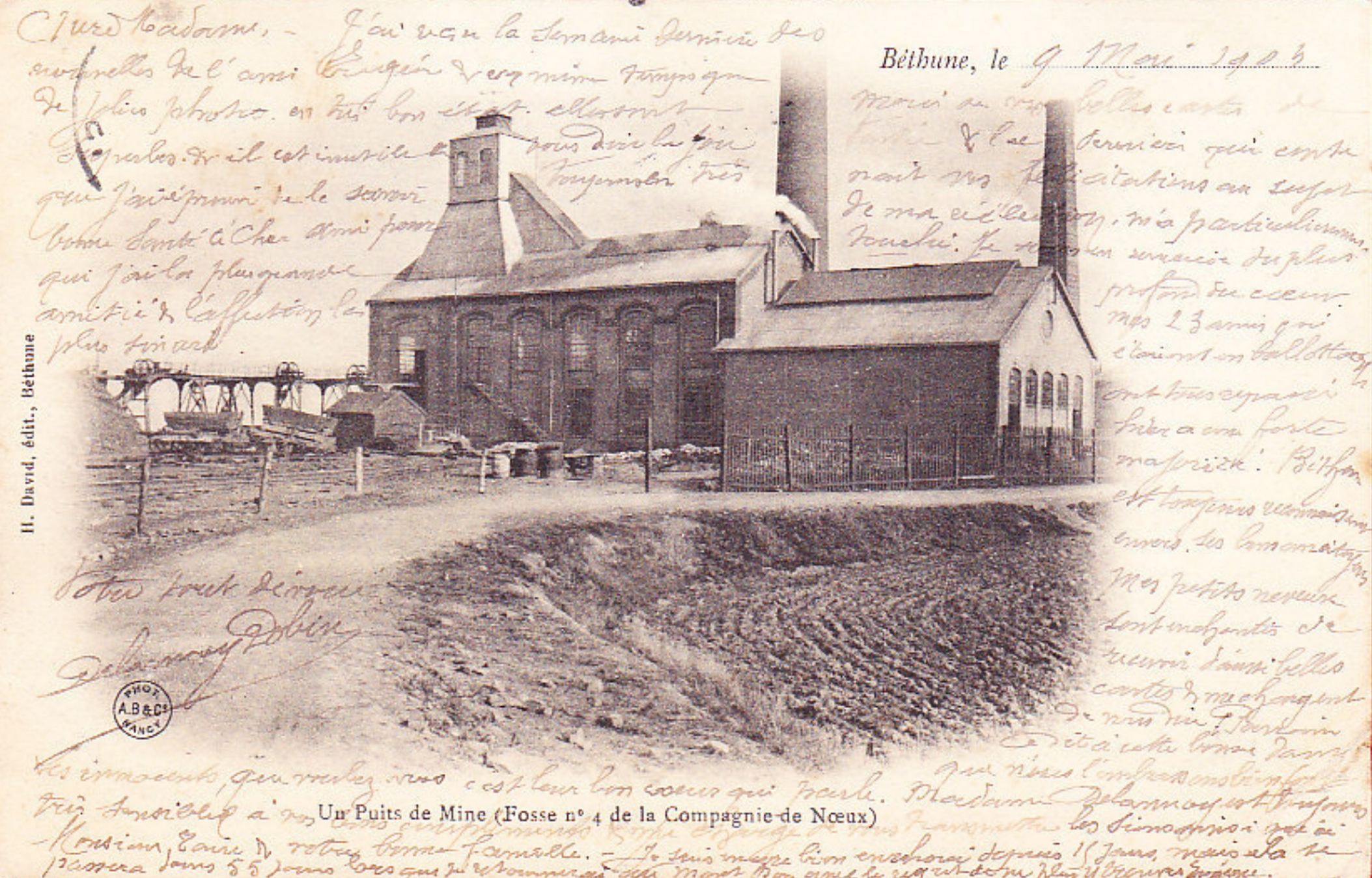
La fosse no 4 - 4 bis.

La fosse no 4 est commencée le 26 mai 1866 à Hersin-Coupigny, près du moulin de Coupigny, et est nommée fosse du moulin de Coupigny ou Comines de Marcilly. Le diamètre du puits est de 4,25 mètres. Le niveau est passé sans l'aide d'une machine d'épuisement, et le terrain houiller est atteint à 147,10 mètres. Les travaux sont terminés en 1868, après avoir été menés sans grandes difficultés. Le charbon contient 40 % de matières volatiles et est sec et à longue flamme. Le puits no 4 bis est ajouté à partir de 1898, il est destiné à l'aérage.
L'extraction cessent en 1962, les puits nos 4 et 4 bis, respectivement profonds de 819 et 732 mètres, sont remblayés l'année suivante. Les têtes des puits nos 4 et 4 bis sont matérialisées, ce qui permet leur surveillance par le BRGM.

### Fosseno5- 5 bis
Puits no 5
50° 27′ 16″ N, 2° 37′ 47″ E
1873 - 1952
Puits no 5 bis
50° 27′ 16″ N, 2° 37′ 46″ E
1873 - 1952

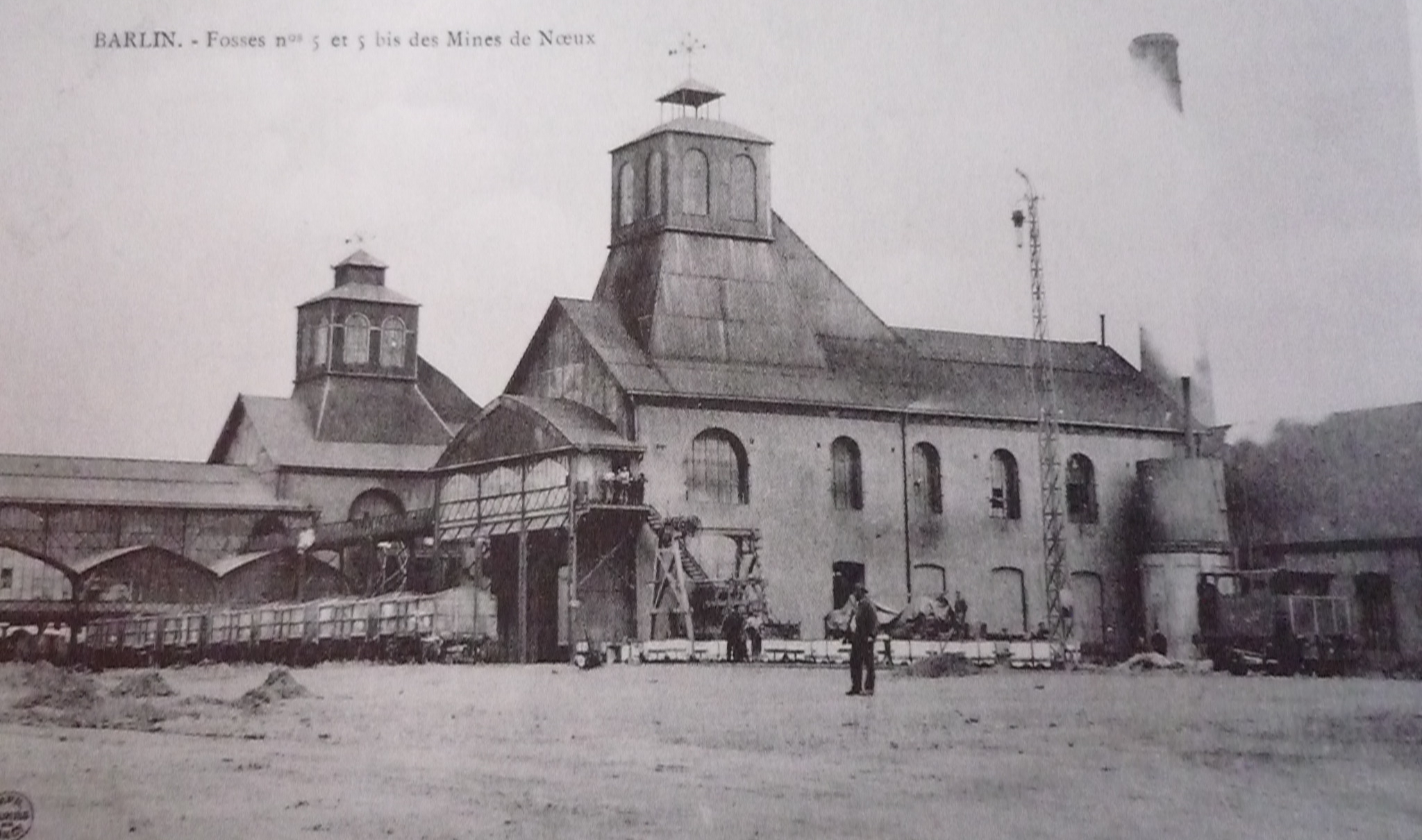
La fosse no 5 - 5 bis vers 1910.

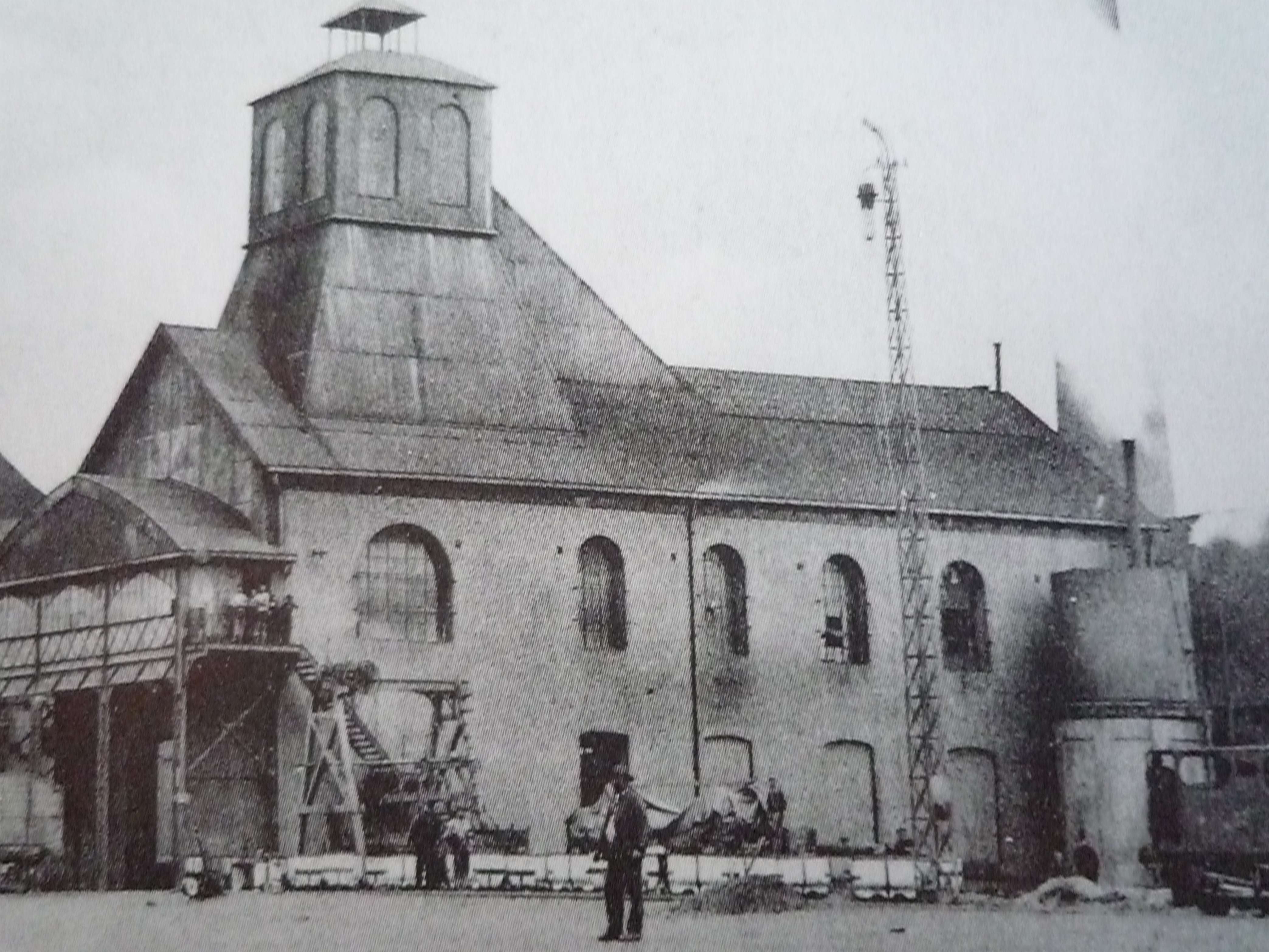
Un des deux chevalements.

Les puits nos 5 et 5 bis sont commencés à Barlin en décembre 1873 en même temps. La fosse, dite de Barlin ou Louis Wallerand, commence à produire en 1875. Le terrain houiller a été atteint à la profondeur de 140,74 mètres. Les deux puits jumeaux sont distants de quarante mètres. La houille y est grasse et à courte flamme comme à la fosse no 1.
L'extraction cesse en 1951, les puits nos 5 et 5 bis, respectivement profonds de 678 et 592 mètres, sont remblayés en 1952. Les têtes des puits nos 5 et 5 bis sont matérialisées, ce qui permet leur surveillance par le BRGM.

### Fosseno6- 6 bis
Puits no 6 Davaine
50° 30′ 11″ N, 2° 41′ 06″ E
1880 - 1966
Puits no 6 bis Davaine
50° 30′ 12″ N, 2° 41′ 06″ E
1898 - 1966

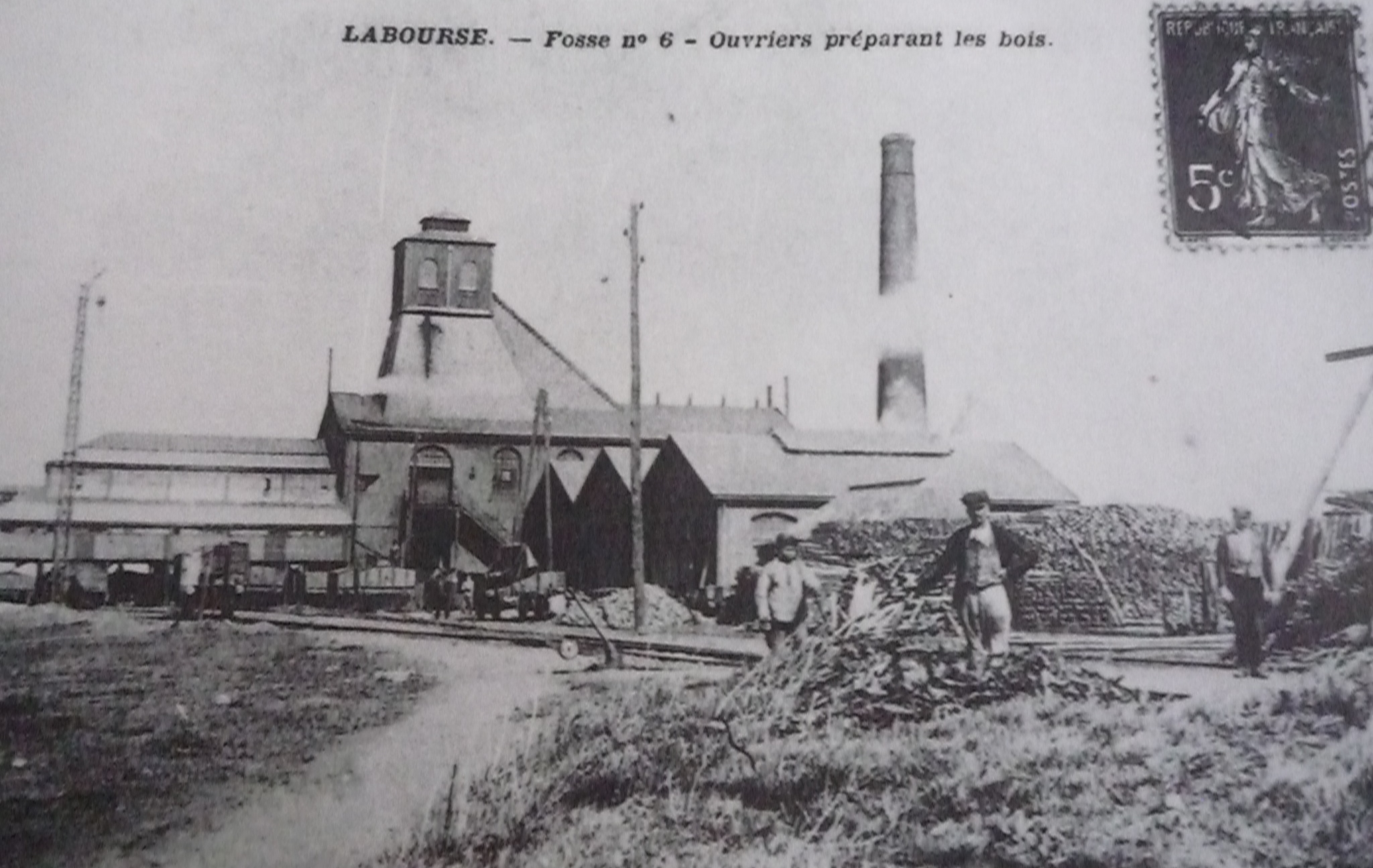
Le puits no 6 vers 1910.

Le puits no 6 est commencé le 12 juillet 1880 dans des terrains marécageux à Labourse,. L'extraction commence en 1882 ou 1883. Le puits no 6 bis est commencé en 1898.
L'extraction cesse en 1965, les puits nos 6 et 6 bis, respectivement profonds de 622 et 685 mètres, sont remblayés en 1966. Les têtes des puits nos 6 et 6 bis sont matérialisées, ce qui permet leur surveillance par le BRGM.

### Fosseno7- 7 bis
Puits no 7 Louis Bonnel
50° 27′ 04″ N, 2° 35′ 37″ E
1887 - 1979
Puits no 7 bis Louis Bonnel
50° 27′ 03″ N, 2° 35′ 39″ E
1891 - 1968

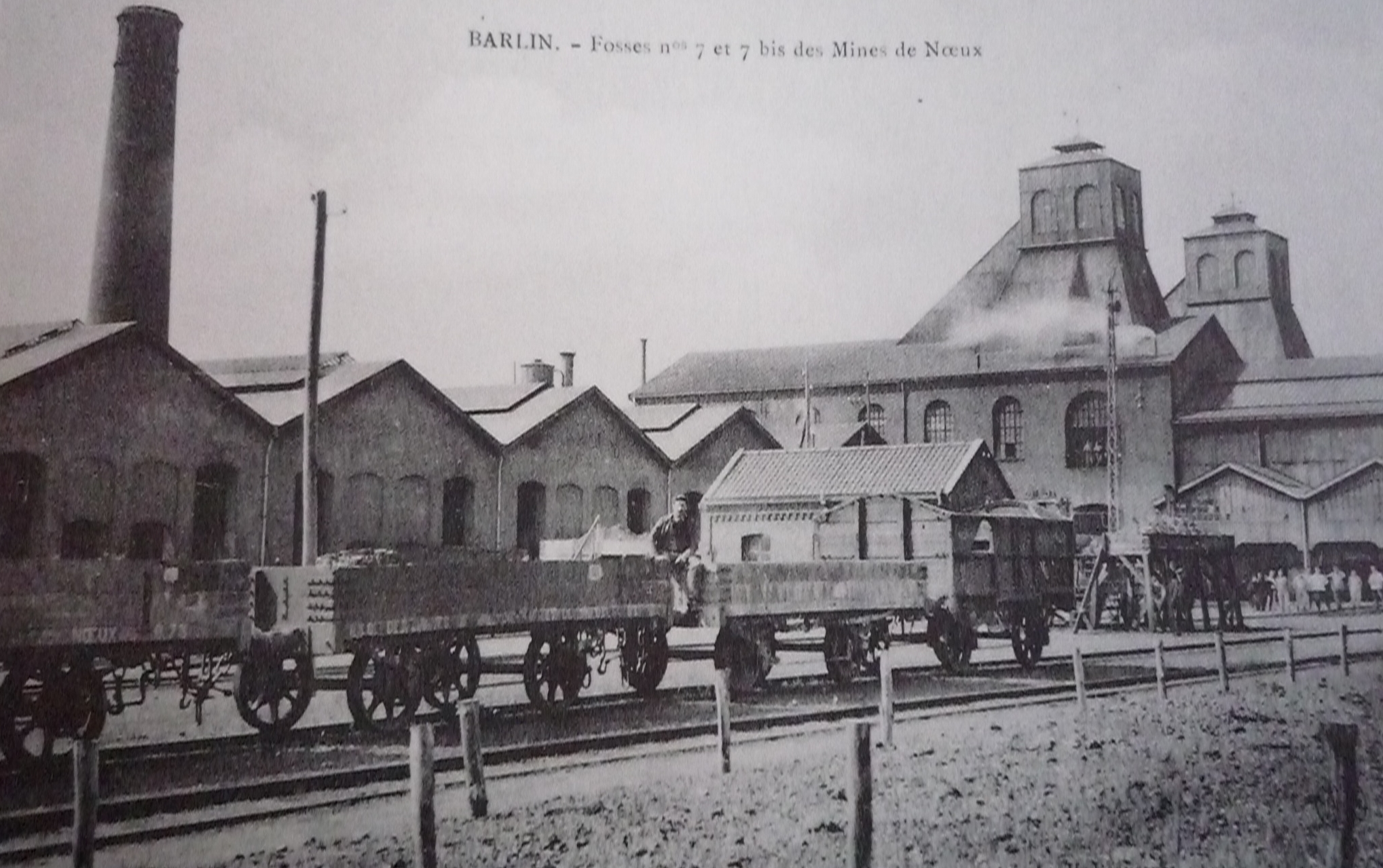
Les deux puits vers 1910.

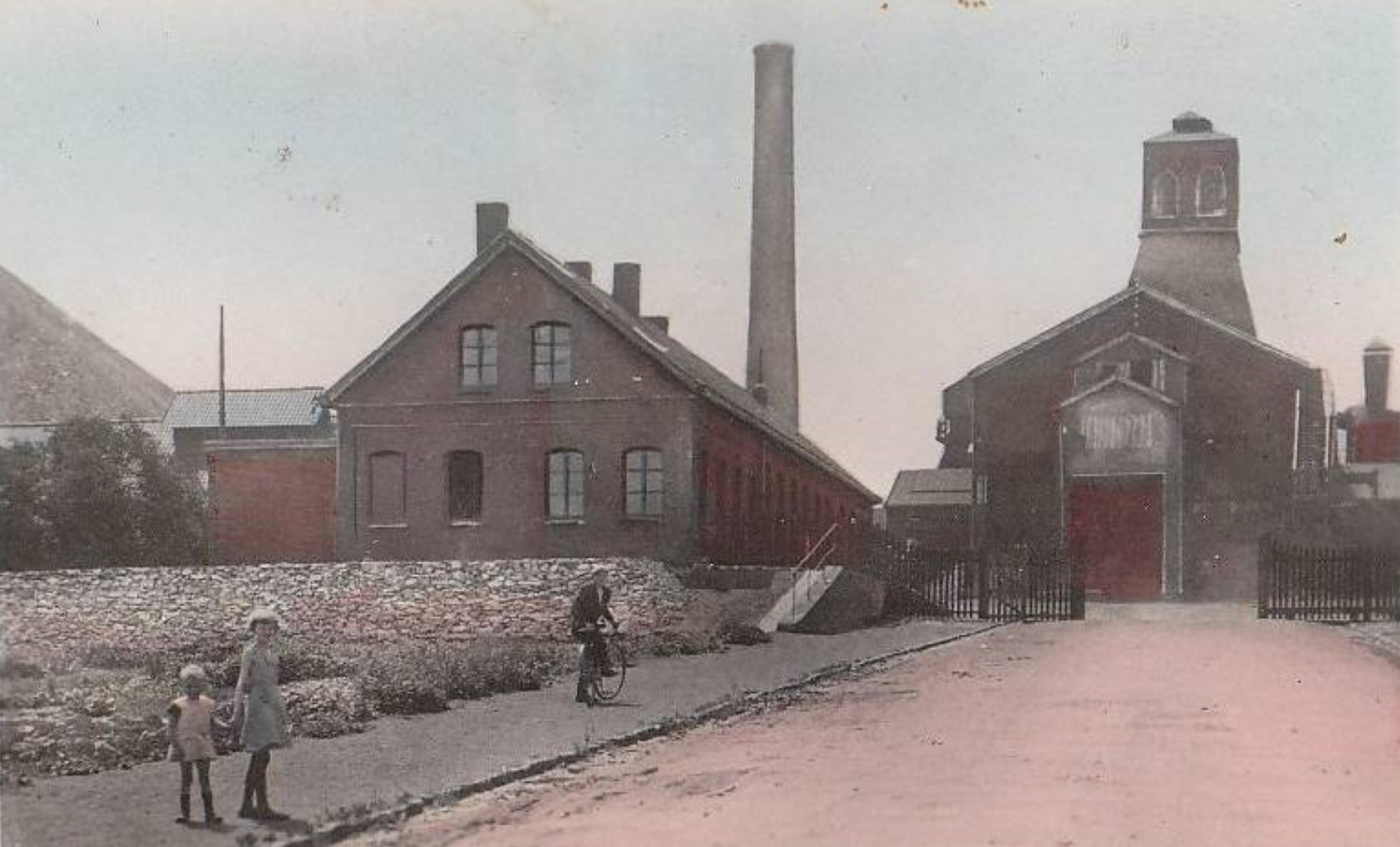
Photochrome de la fosse no 7 - 7 bis.

Le puits no 7 est commencé à Barlin en mai 1887, et la production débute en 1888. Le puits no 7 bis est ajouté en 1891.
L'extraction cesse en 1967. L'exploitation du gisement est reprise par la fosse no 6 - 6 bis - 6 ter du Groupe de Bruay en 1968. Le puits no 7 bis, profond de 818 mètres, est remblayé en 1968. En revanche, le puits no 7, profond de 861 mètres, est remblayé en 1979 car il a assuré l'aérage de l'unité de production no 6 de Bruay par l'étage 851 jusqu'à sa fermeture. Le chevalement du puits no 7 est démoli en 1981. Les têtes des puits nos 7 et 7 bis sont matérialisées, ce qui permet leur surveillance par le BRGM.

### Fosseno7ter
50° 27′ 58″ N, 2° 36′ 21″ E
Ce puits ne semble pas avoir eu d'exploitation, il s'agirait d'une avaleresse située à l'est de la commune de Ruitz et au nord de la fosse no 7 - 7 bis, sur la zone industrielle de Ruitz La fosse a été desservie par un embranchement particulier établi à partir de la ligne de Bully - Grenay à Brias. La tête du puits no 7 ter est matérialisée, ce qui permet sa surveillance par le BRGM.

### Fosseno8- 8 bis
Puits no 8 Léon Renard
50° 29′ 55″ N, 2° 39′ 00″ E
1899 - 1968
Puits no 8 bis Léon Renard
1899 - 1968
50° 29′ 55″ N, 2° 38′ 58″ E

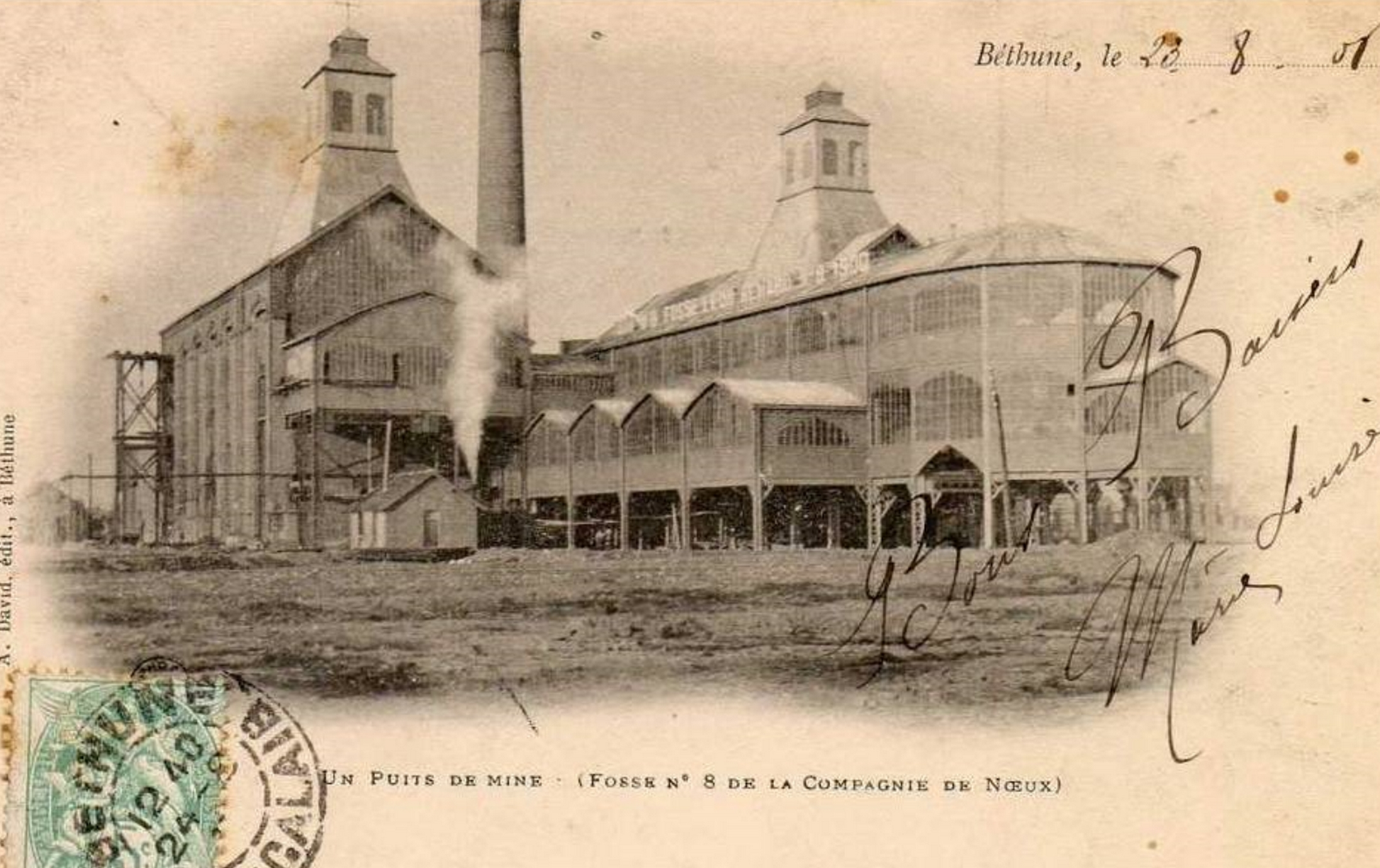
La fosse no 8 - 8 bis.

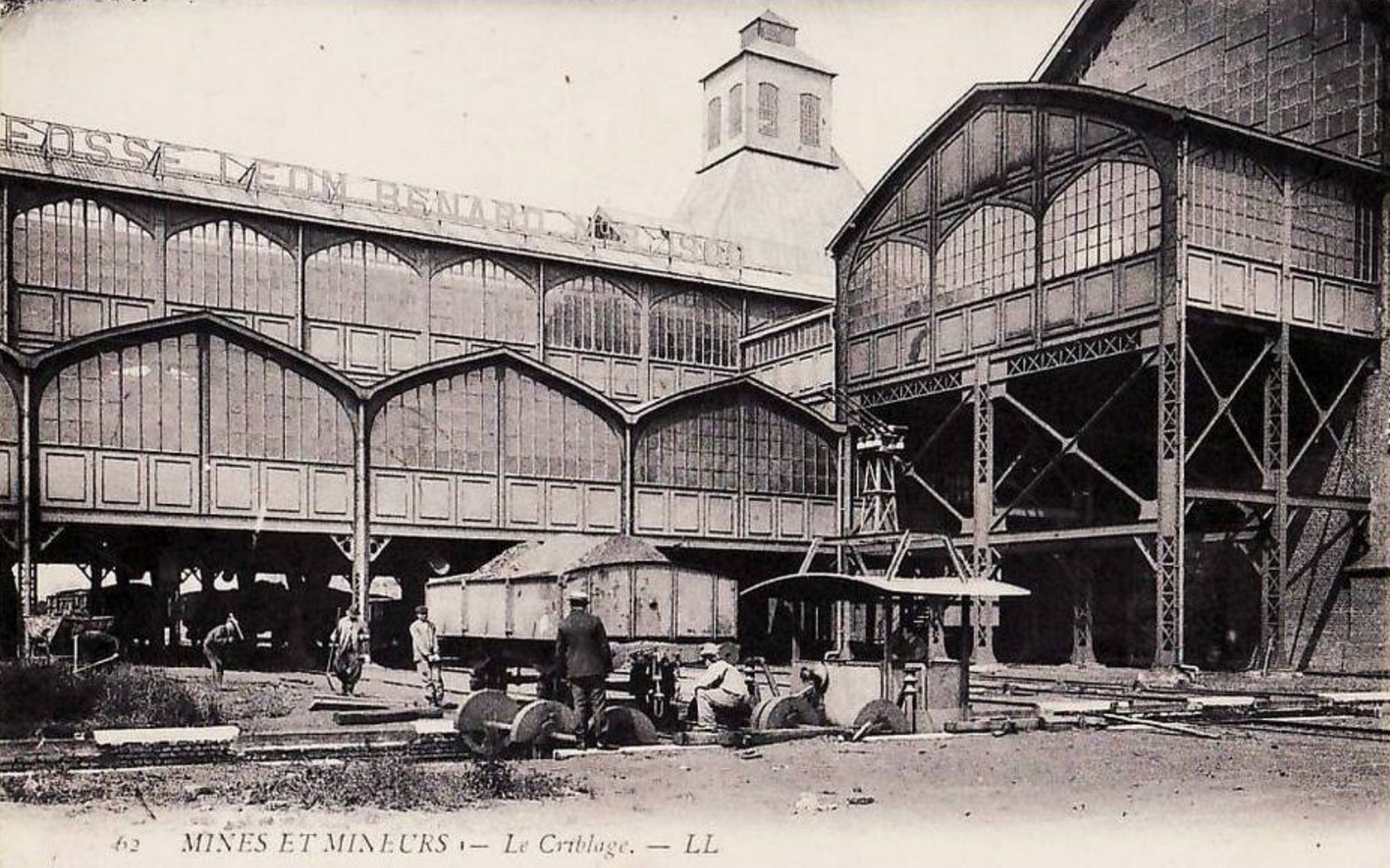
La fosse no 8 - 8 bis.

Les puits nos 8 et 8 bis sont commencés à Verquin le 15 mai 1899. une maquette des installations de la fosse a été présentée à l'Exposition universelle de 1900. La fosse commence à produire en 1902.
L'extraction cesse en 1967, les puits nos 8 et 8 bis, respectivement profonds de 700 et 599 mètres, sont remblayés en 1968. Les têtes des puits nos 8 et 8 bis sont matérialisées, ce qui permet leur surveillance par le BRGM.

### Fosseno9- 9 bis
Puits no 9
50° 26′ 26″ N, 2° 36′ 52″ E
1905 - 1958
Puits no 9 bis
50° 26′ 25″ N, 2° 36′ 53″ E
1907 - 1958

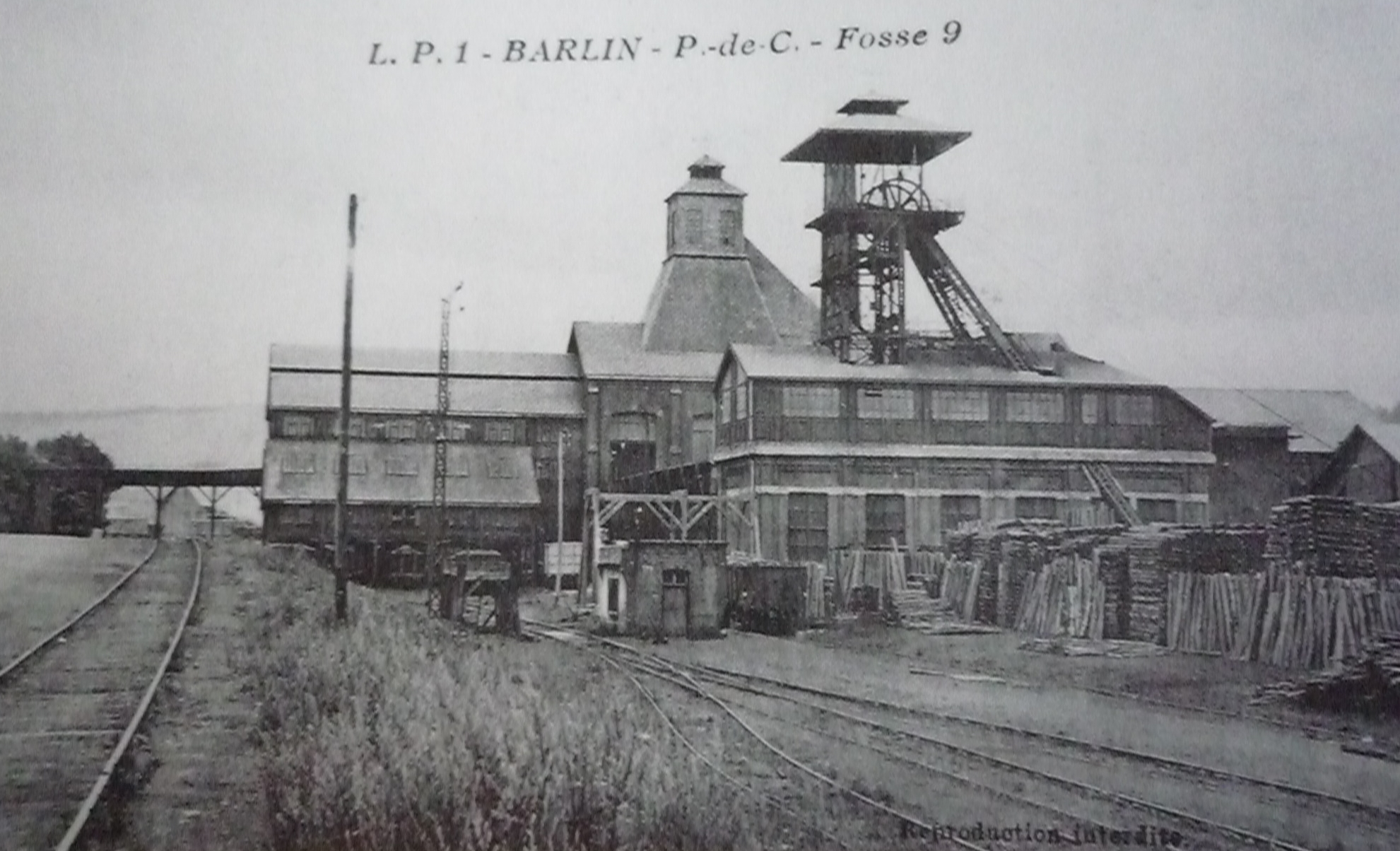
La fosse no 9 - 9 bis.

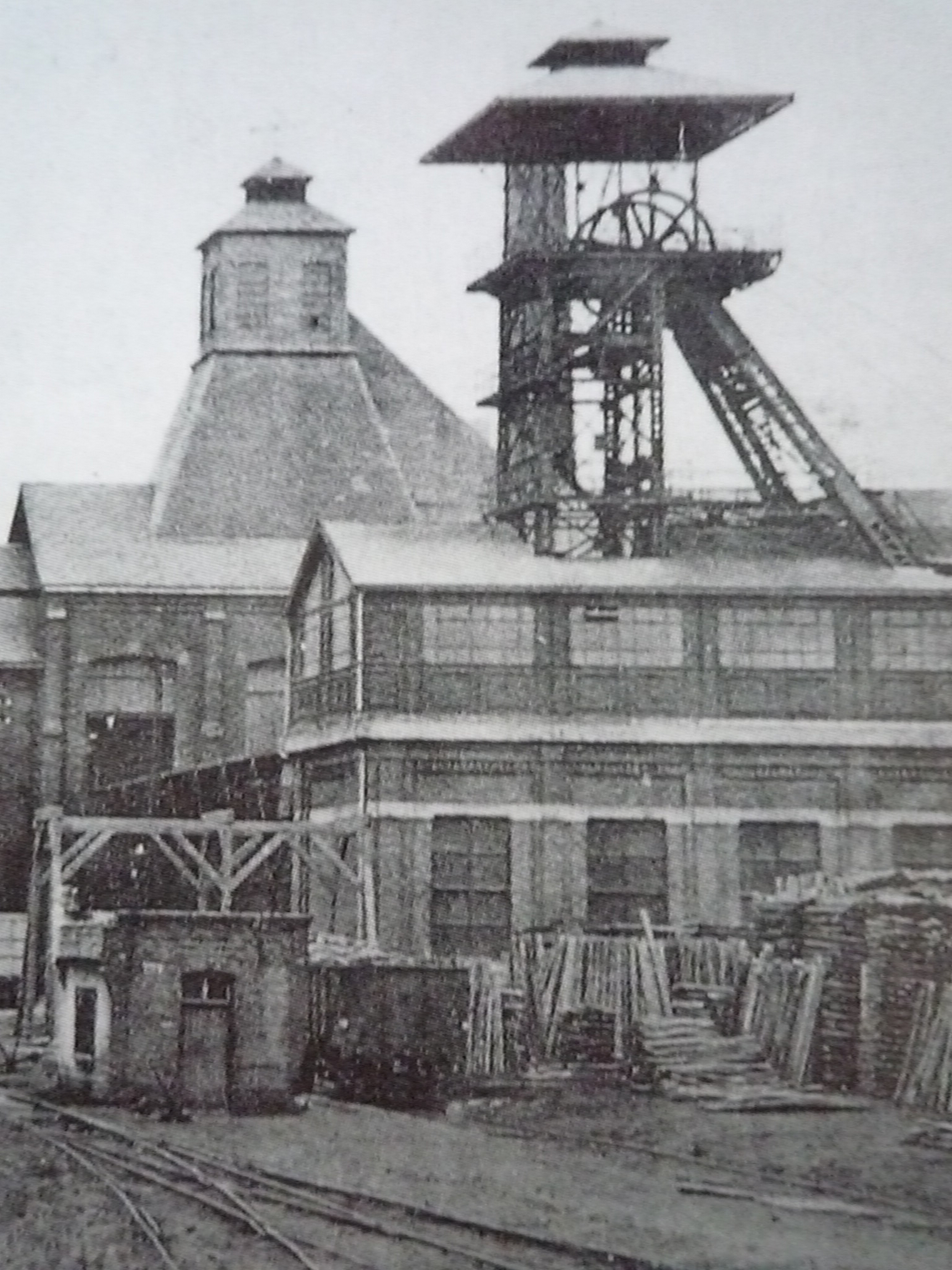
Les chevalements.

Le puits no 9 est commencé en novembre 1905 à Barlin et le puits no 9 bis à partir du 29 juillet 1907. La fosse commence à extraire en 1908. Une explosion de grisou se produit le 17 avril 1917 et entraîne la mort de 42 mineurs et en blesse onze autres.
L'extraction cesse très rapidement, en 1921, mais la fosse assure l'aérage de la fosse no 7 - 7 bis jusqu'en 1957. Les puits nos 9 et 9 bis, respectivement profonds de 701 et 825 mètres, sont remblayés en octobre 1958. Les têtes des puits nos 9 et 9 bis sont matérialisées, ce qui permet leur surveillance par le BRGM.

### Fosseno10
50° 25′ 56″ N, 2° 38′ 37″ E
1911 - 1962

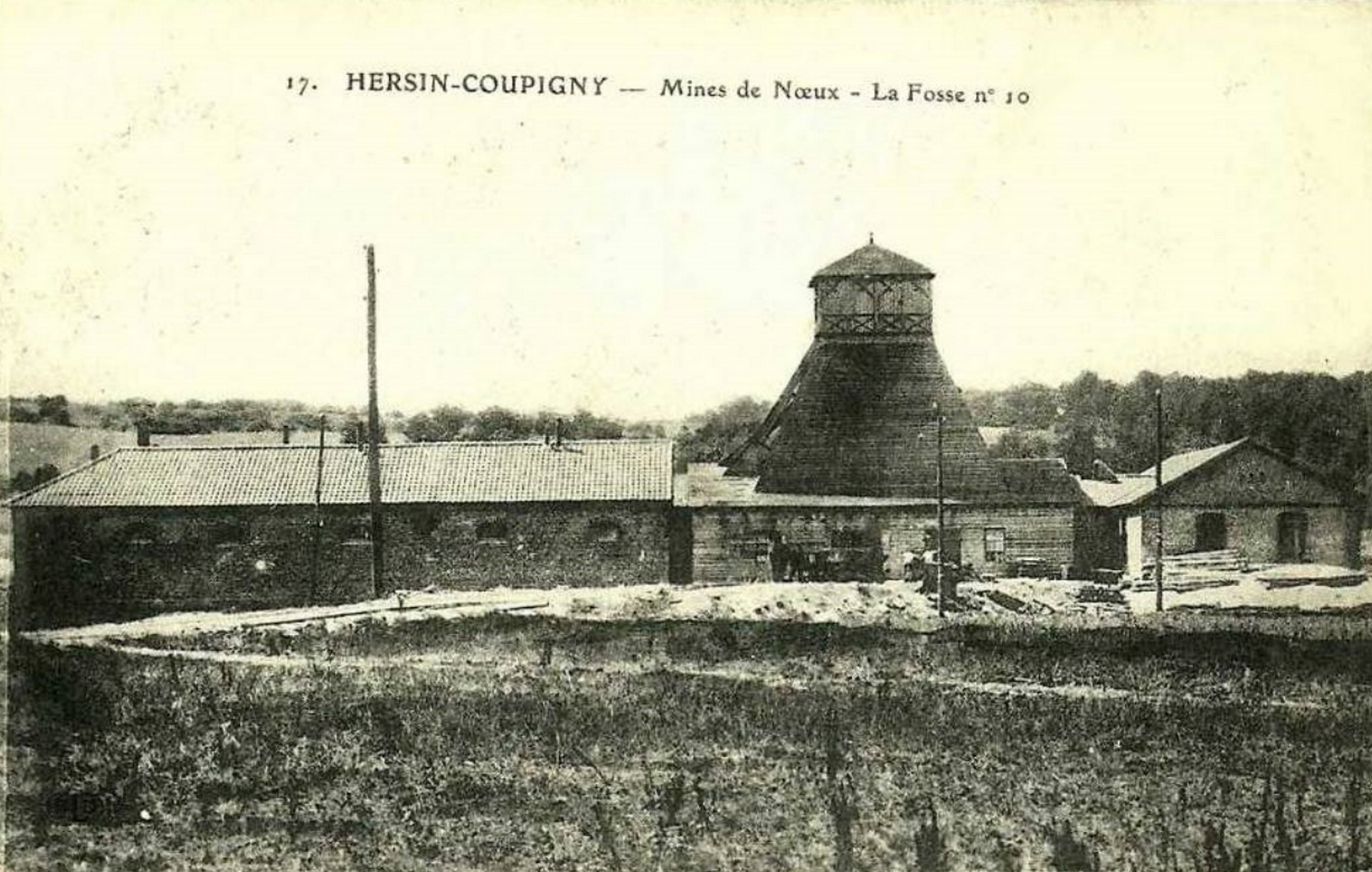
La fosse no 10.

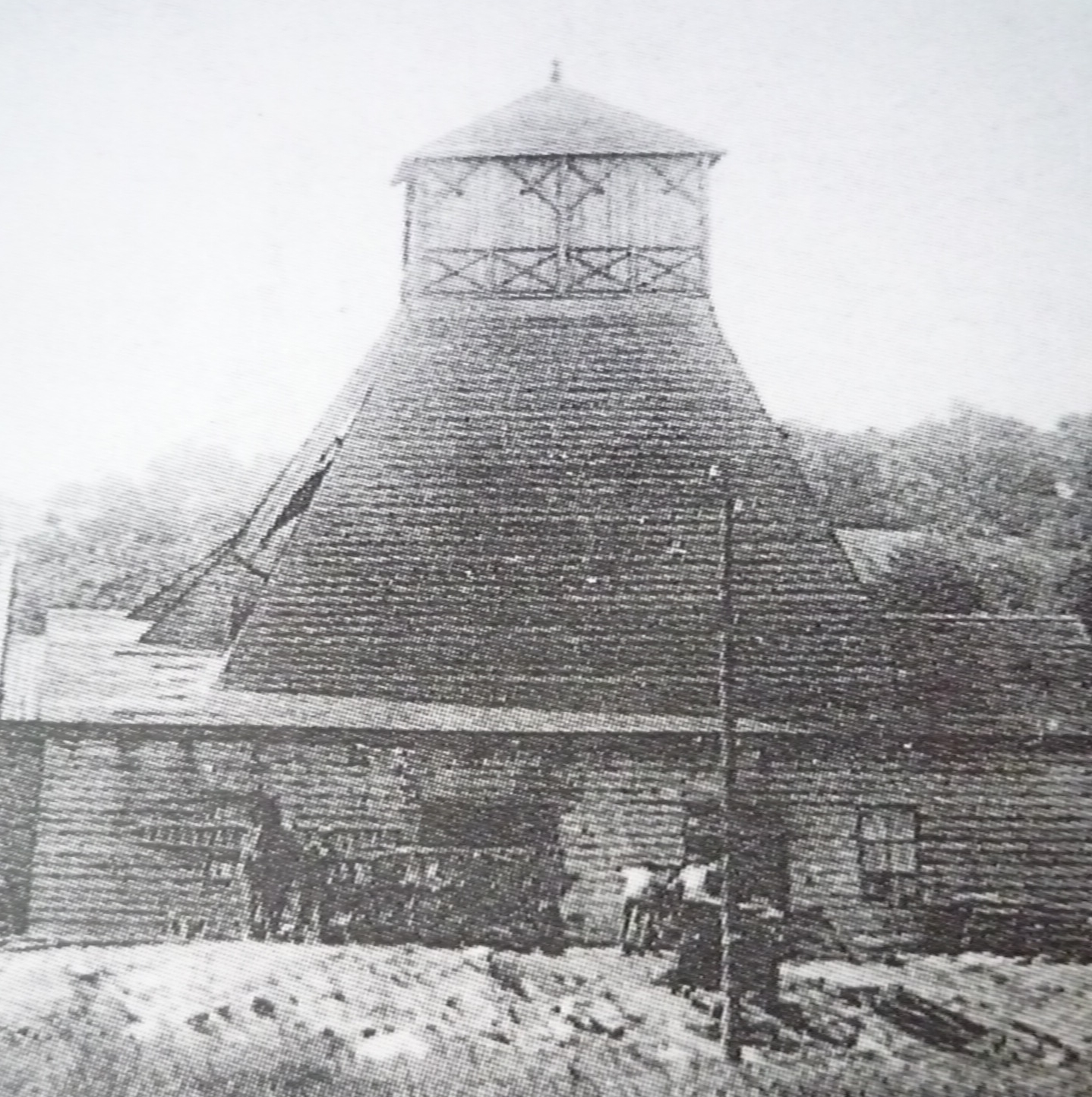
Le chevalement.

Le puits no 10 est commencé le 28 juin 1911 à Hersin-Coupigny au sud de la concession. Il assure uniquement l'aérage de la fosse no 4 - 4 bis. Le puits no 10, profond de 891 mètres, est remblayé en 1962. La tête du puits no 10 est matérialisée, ce qui permet sa surveillance par le BRGM.

### Avaleresseno10bis
50° 26′ 01″ N, 2° 39′ 50″ E
1914 - 1971

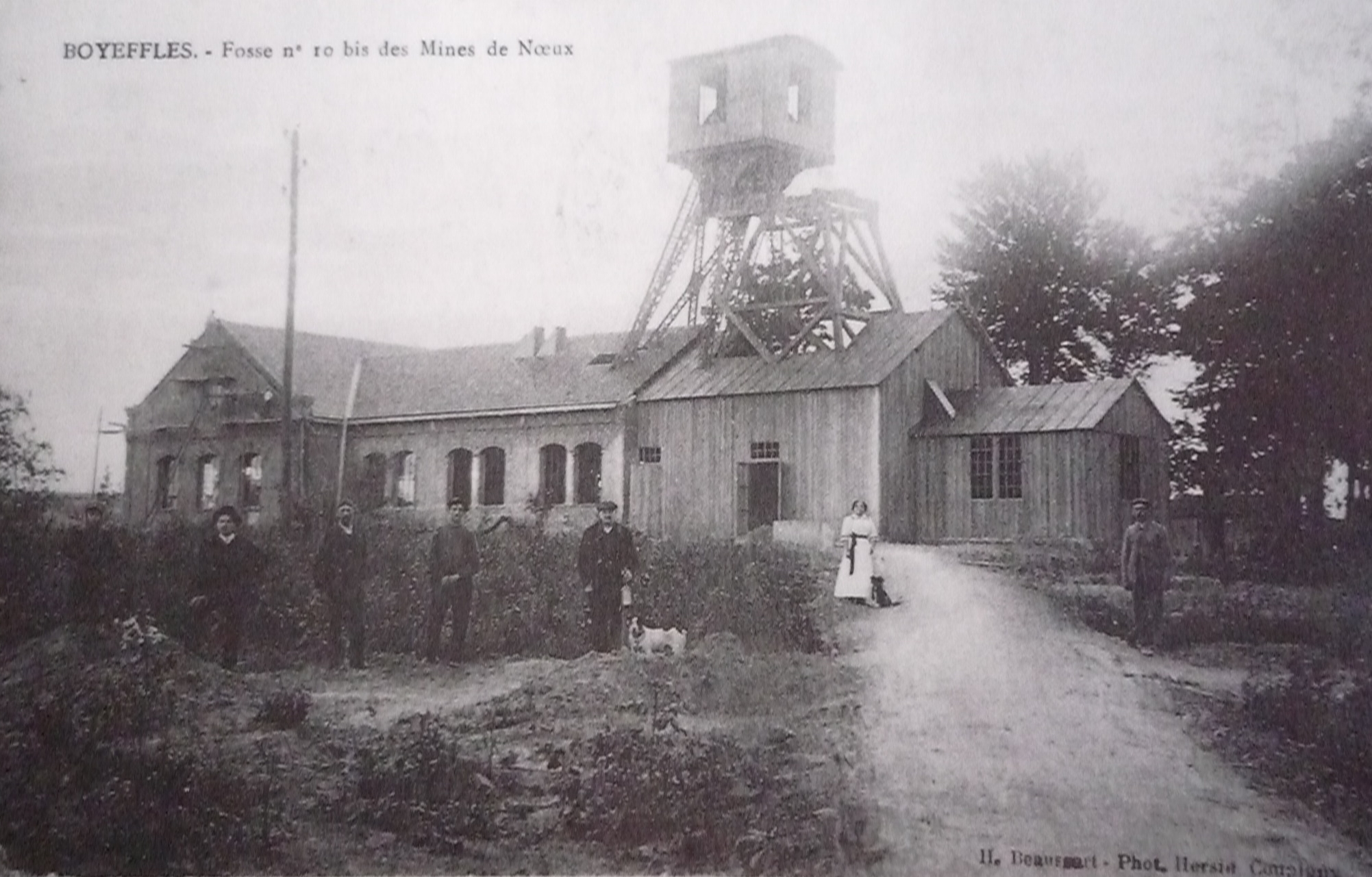
La fosse no 10 bis.

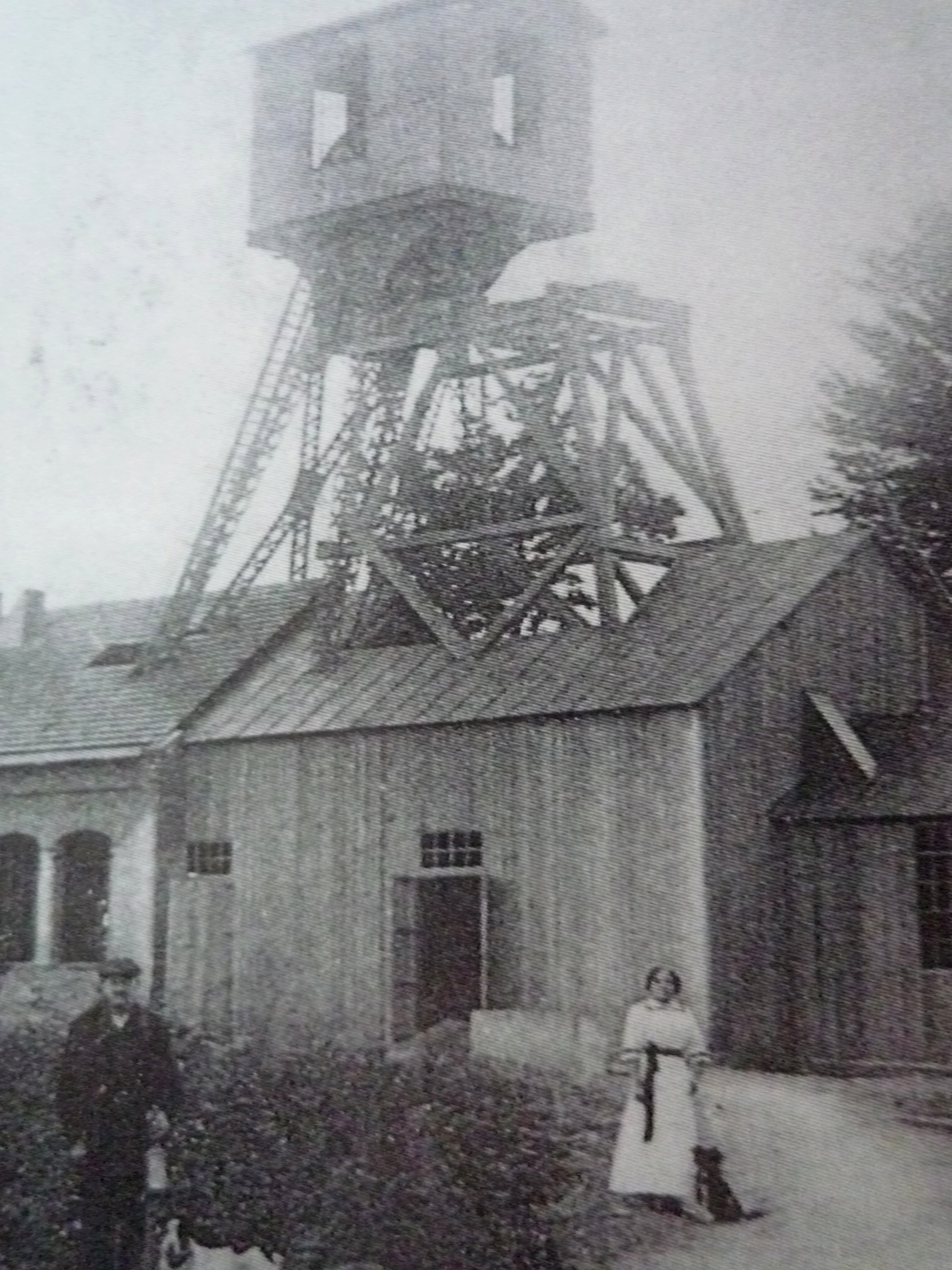
Le chevalement.

Le puits no 10 bis est commencé le 4 mars 1914 à Bouvigny-Boyeffles. À l'instar de la fosse no 10, il s'agit d'un puits d'aérage situé au sud de la concession de Nœux. La Première Guerre mondiale a arrêté les travaux. le puits no 10 bis est comblé en 1971, sa profondeur n'est alors que de 97,25 mètres. La tête du puits no 10 bis est matérialisée, ce qui permet sa surveillance par le BRGM.

### Fosseno11
50° 30′ 53″ N, 2° 37′ 28″ E
1913 - 1957

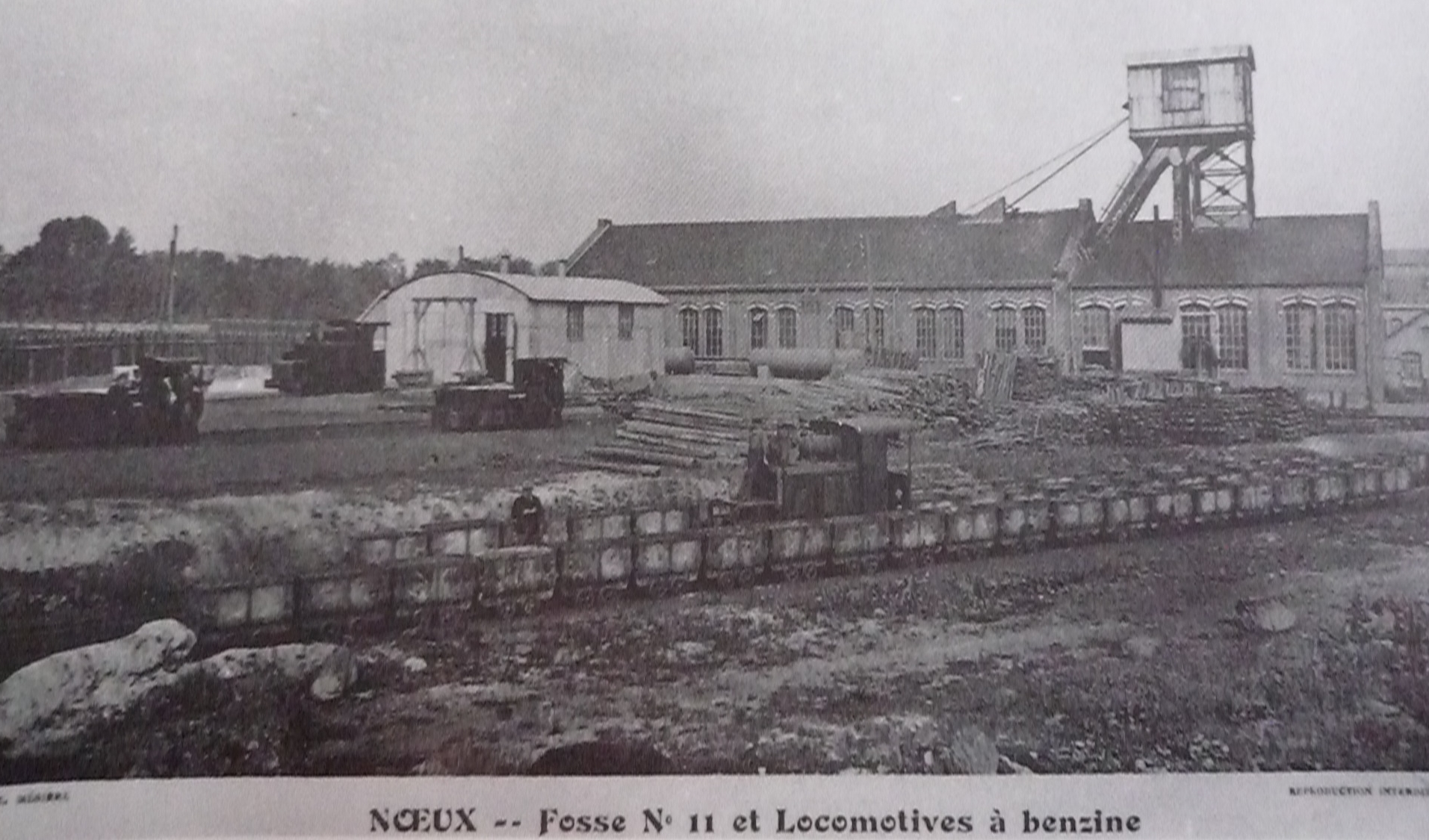
La fosse no 11.

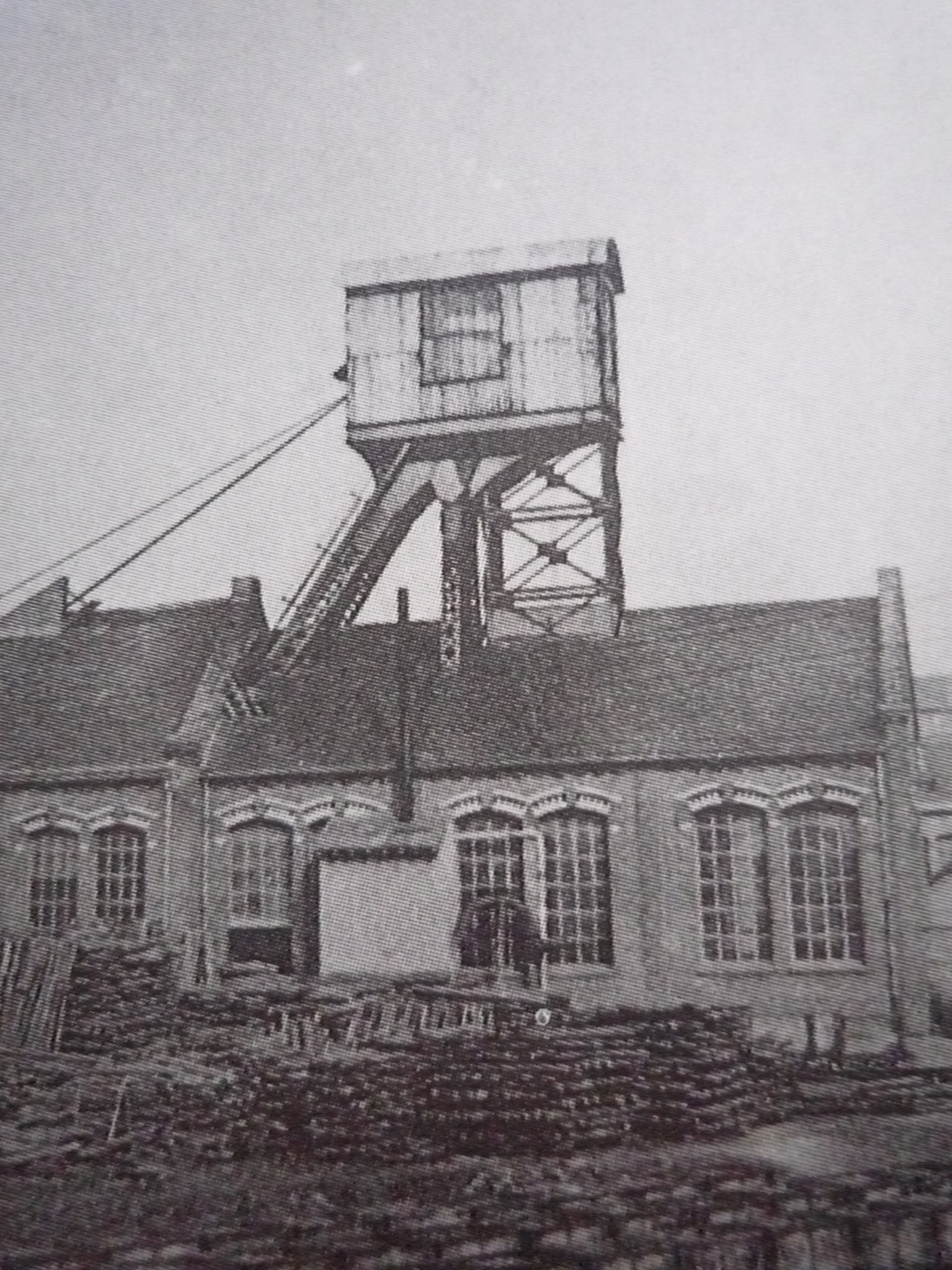
Le chevalement.

Le puits no 11 est commencé le 3 novembre 1913 à Fouquières-lès-Béthune,. À cause de la guerre, la fosse ne commence à produire qu'en 1920. L'extraction s'arrête le 23 décembre 1930 après que les puits ont produit 537 000 tonnes, mais le puits no 11, profond de 567,62 mètres, n'est remblayé qu'en 1957 après avoir servi d'aérage aux travaux situés au nord de la concession de Nœux. La tête du puits no 11 est matérialisée, ce qui permet sa surveillance par le BRGM.

### Fosseno11bis
50° 30′ 47″ N, 2° 38′ 40″ E
1908 - 1970
Le puits no 11 bis est entrepris à partir d'octobre 1908 à Béthune, cinq ans avant le puits no 11, d'où le fait qu'il soit au commencement dénommé le puits no 8 ter en raison de sa proximité avec la fosse no 8 - 8 bis à Verquin. À cause de la guerre, la fosse no 11 - 11 bis, dont les puits sont situés sur deux carreaux différents, ne commence à extraire qu'en 1920 et cesse le 23 décembre 1930, mais tout comme le puits no 11, le puits no 11 bis, profond de 305,75 mètres, assure l'aérage des travaux situés au nord de la concession et n'est remblayé qu'en 1970, trois ans après l'arrêt de l'extraction à la fosse no 8 - 8 bis à Verquin. La tête du puits no 11 bis est matérialisée, ce qui permet sa surveillance par le BRGM.

### Avaleresseno12
1939 - 1940
Le fonçage est commencé en 1939 à Houchain, mais avec l'arrivée de l'Occupation en 1940, les travaux de fonçage ont été arrêtés et n'ont jamais été repris. Cette fosse n'a donc jamais eu d'exploitation, il s'agit d'une avaleresse. La tête du puits no 12 n'est pas matérialisée, le puits n'est dont pas surveillé par le BRGM.

### Fosseno13- 13 bis
Puits no 13
50° 26′ 55″ N, 2° 40′ 13″ E
1947 - 1972
Puits no 13 bis
50° 26′ 58″ N, 2° 40′ 16″ E
1947 - 1972

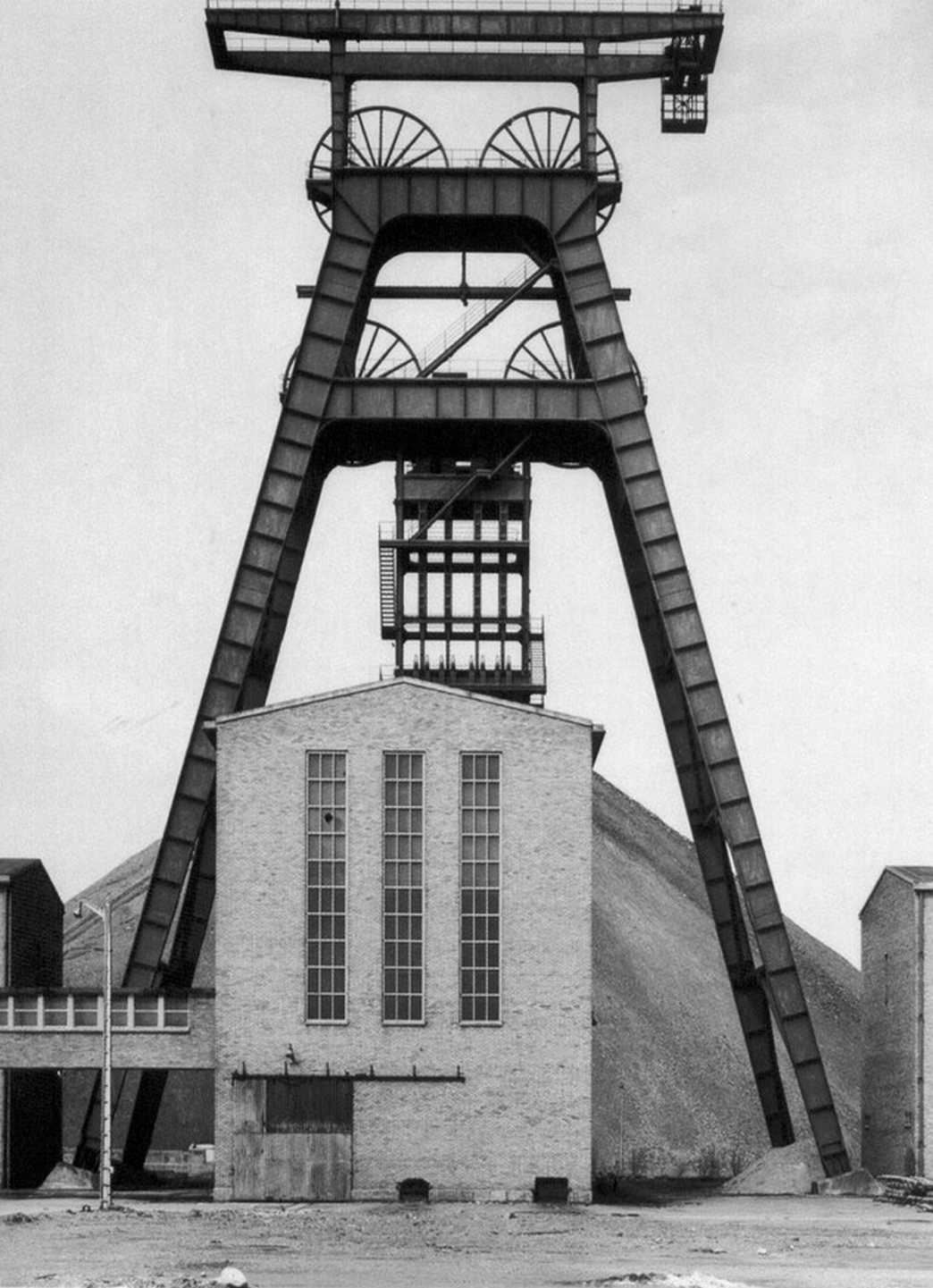
Le chevalement du puits no 13.

La fosse no 13  - 13 bis est un siège de concentration compose de deux puits commencés en 1947 à Sains-en-Gohelle. La fosse fait partie du Groupe de Béthune qui regroupe après la nationalisation les compagnies de Nœux et de Béthune. Le puits no 13, à l'instar du puits no 3 - 4 d'Arenberg, est double compartimenté. Le puits no 13 bis, destiné à l'aérage, conserve tout au long de l'exploitation son chevalement de fonçage.
La fosse cesse d'extraire le 24 mars 1972. Les puits nos 13 et 13 bis, respectivement profonds de 851 et 609 mètres, sont remblayés en 1972. Le chevalement du puits no 13 est ensuite démonté et réinstallé à la fosse no 9 des mines de l'Escarpelle à Roost-Warendin. Les têtes des puits nos 13 et 13 bis sont matérialisées, ce qui permet leur surveillance par le BRGM.